# Razanandrongobe
Razanandrongobe (nombre que significa "gran lagarto ancestral" en malgache; su nombre de especie, sakalavae, se refiere a la tribu Sakalava, que habitan en la región de Mahajanga, donde se encontró el fósil) es un género extinto de arcosaurio crocodilomorfo carnívoro del Jurásico Medio de Madagascar. Está basado en el holotipo MSNM V5770, un fragmento de maxilar derecho, el hueso que alberga la mayoría de los dientes en la mandíbula superior, el cual mide 192 milímetros de largo, 124 mm de alto y 96 mm de ancho, con tres dientes aún sin erupcionar, además de varios dientes aislados asignados a este. Aunque claramente estos pertenecían a un miembro de Archosauria, sus descubridores se rehusaron a asignar a este género a un grupo específico debido a que los restos fragmentarios se parecían a diferentes linajes de los dinosaurios terópodos y los crocodilomorfos.
Restos adicionales (incluyendo un premaxilar y mandíbulas) habían sido descubiertos ya en 1972, pero no fueron descritos hasta 2017 por Cristiano Dal Sasso y colaboradores. Esta evidencia permitió asignar con seguridad a Razanandrongobe como el miembro más antiguo conocido de Notosuchia, un grupo de crocodilomorfos, lo cual llenó parcialmente un vacío de 74 millones de años en la historia evolutiva de dicho grupo. Razanandrongobe muestra varias adaptaciones para una dieta que incluía huesos y tendones, incluyendo dientes con grandes bordes aserrados y estructuras óseas que reforzaban su paladar y dientes. Con 7 metros de longitud, es el mayor miembro de Notosuchia y puede haber ocupado un nicho ecológico similar al de los terópodos.

## Descubrimiento y denominación

### Primeros hallazgos

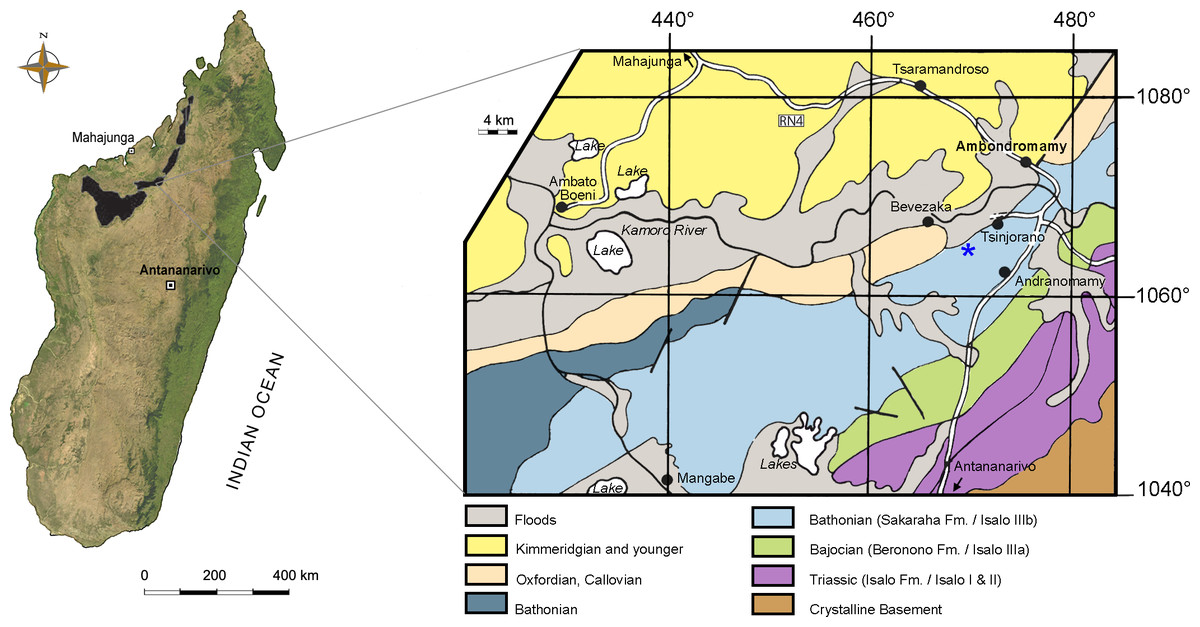
Mapa de la geología local cerca de Ambondromamy, Madagascar.

Todos los restos conocidos de Razanandrongobe se originan de estratos pertenecientes a la Formación Sakaraha en las tierras yermas (conocidas localmente como tanety) que rodean al pueblo de Ambondromamy, Madagascar. En octubre de 2001, Giovanni Pasini verificó inicialmente la presencia de estratos fosilíferos en esta región. Durante un trabajo de campo asociado de este yacimiento, los coleccionistas locales descubrieron dos fragmentos craneanos con dientes en la superficie del suelo, los cuales pertenecían a dos distintos tipos de reptiles. Estos fragmentos fueron más tarde adquiridos por Gilles Emringer y Francois Escuillié de Gannat, Francia, quienes pretendieron que estuvieran disponibles para la investigación.
Con base en el potencial de investigaciones adicionales, se obtuvieron cuatro permisos temporales área exploración del área de la Oficina Catastral de Minería de Madagascar. En abril de 2003, un equipo conjunto del Museo Cívico de Historia Natural de Milán (MSNM) y el Museo Cívico de Fósiles de Besano lanzaron una expedición financiada en forma privada en la región. Pasini recolectó algunos dientes durante esta expedición. En junio de 2003, él obtuvo acceso a uno de los dos fragmentos craneales, un maxilar, y reconoció que los dientes eran idénticos. El MSNM adquirió este espécimen; es ahora catalogado como MSNM V5770, mientras que los dientes fueron etiquetados como MSNM V5771-5777.
Simone Maganuco, Cristiano Dal Sasso y Pasini describieron estos especímenes en 2006 como un nuevo género y especie, Razanandrongobe sakalavae, siendo MSNM V5770 su holotipo. El nombre del género se compone de las palabras malgaches "razana-" (ancestro), "androngo-" (lagarto) y "-be" (grande), significando unidas "ancestro del gran lagarto". El nombre de la especie proviene del latín "de Sakalava", en referencia al grupo étnico que habita la región.

### Especímenes adicionales

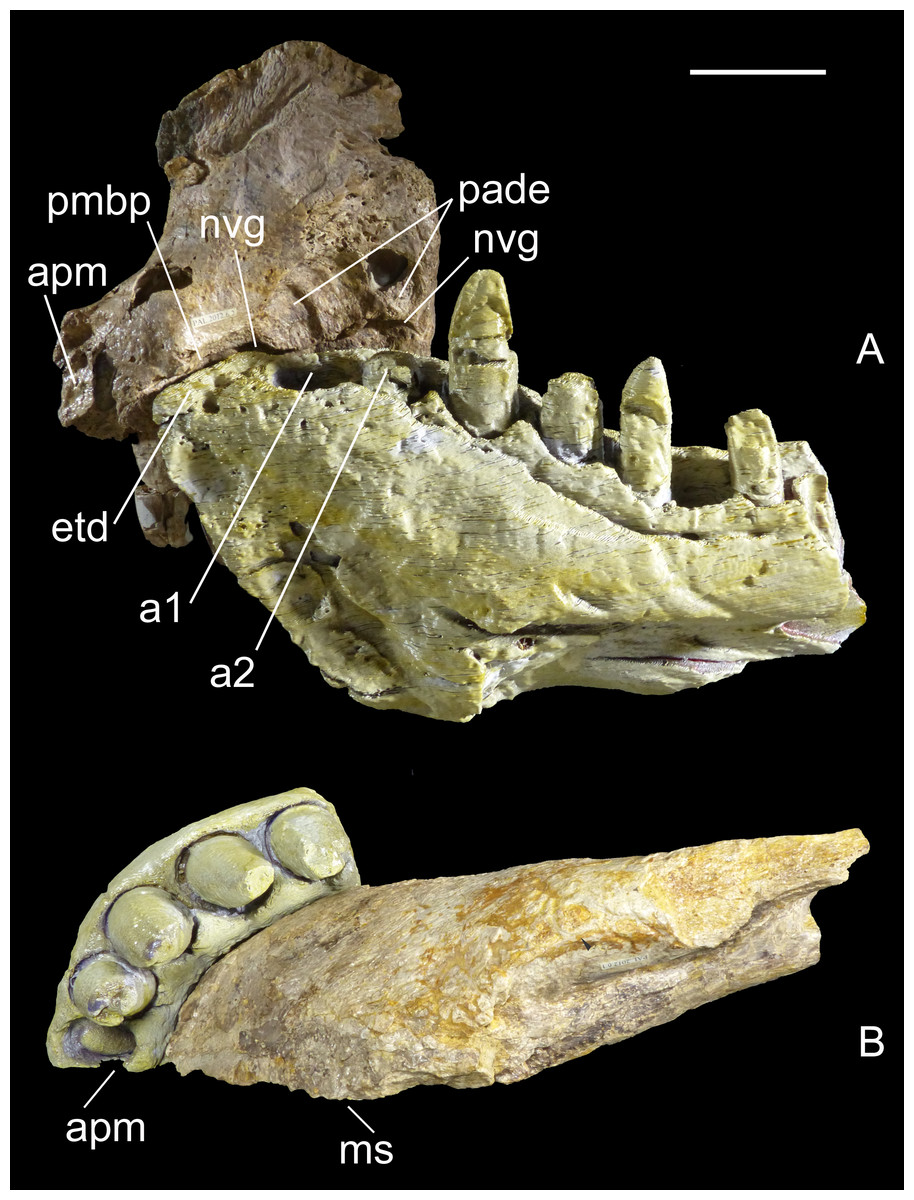
El dentario y premaxilar, MHNT.PAL.2012.6.1–2, del mismo individuo de Razanandrongobe.

Entre 1972 a 1974, el director asistente de servicios técnicos de la Compañía Azucarera de Mahavavy había recolectado previamente un dentario (hueso de la mandíbula) y un premaxilar de la misma zona en donde se descubrió al holotipo de Razanandrongobe. Con la autorización del Directorio de Minas y Energía de Madagascar, estos especímenes fueron exportados y alojados en la colección de D. Descouens. Tras su preparación, se descubrió que estos fósiles pertenecían a Razanandrongobe; con base en el hecho de que estos encajan perfectamente entre sí, se infiere que pertenecían al mismo individuo. En abril de 2012, estos especímenes fueron comprados por el Museo de Historia Natural de Toulouse (MHNT), en donde fueron catalogados como MHNT.PAL.2012.6.1 y MHNT.PAL.2012.6.2, respectivamente.
El MHNT además adquirió seis fragmentos craneales de Descouens, los cuales son catalogados como MHNT.PAL.2012.6.3–8. El yacimiento original de estos especímenes es desconocido. Entre estos fragmentos, los más grandes son esponjosos con piezas de matriz rocosa aún sujeta; los pequeños son más densos, blanquecinos y lustrosos, lo que sugiere una prolongada exposición al aire y la luz solar. El MSNM consiguió un espécimen adicional, una corona dental catalogada como MSNM V7144. Este ejemplar había sido recolectado por el agrónomo G. Cortenova, quien dio el espécimen al entomólogo aficionado G. Colombo antes de su muerte. Colombo donó el espécimen al MSNM. Todos estos especímenes adicionales fueron descritos en 2017 por Dal Sasso, Pasini, Maganuco y Guillaume Fleury.

## Descripción

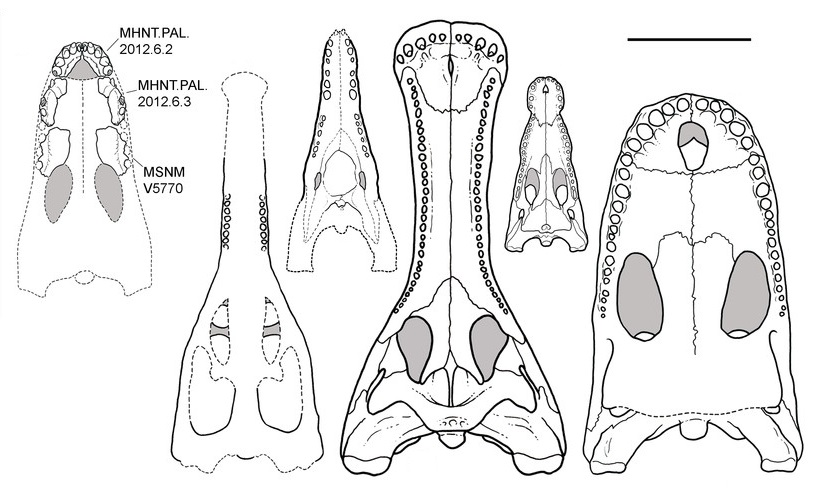
De izquierda a derecha: Cráneo de Razanandrongobe (visto desde abajo) comparado con los crocodiliformes gigantes Machimosaurus, Barinasuchus, Sarcosuchus, el cocodrilo de agua salada (Crocodylus porosus) y Purussaurus.

Con base en los restos disponibles, se considera que Razanandrongobe es el miembro de mayor tamaño de los Mesoeucrocodylia terrestres conocidos del Jurásico, y el más grande de todos los Notosuchia en general. En vida, la longitud de su cráneo sobrepasaba a la de Barinasuchus, la cual ha sido estimada en 88 centímetros de largo. Dal Sasso y colaboradores infirieron que tenía una forma corporal similar a la de los baurusúquidos, produciendo una longitud total de 7 metros, una altura a la cadera de 1.6 metros, y un peso de 800 - 1000 kilogramos.

### Hocico

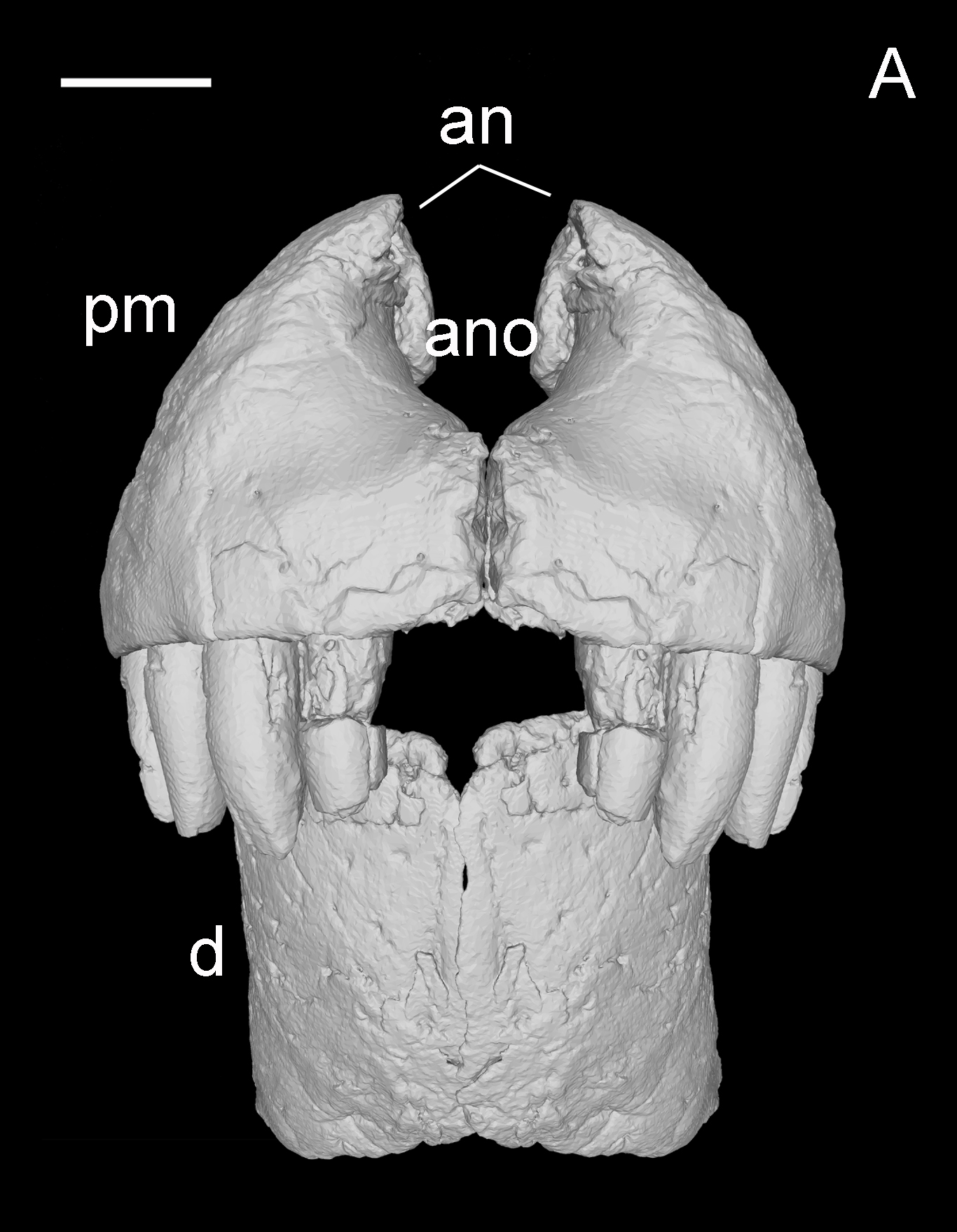
Reconstrucción del hocico, visto de frente; las narinas óseas están marcadas como "ano".

Razanandrongobe tenía un cráneo sumamente especializado, con un hocico robusto y redondeado (en forma de U) que era más alto que ancho como en Dakosaurus (de tipo oreinirostral). En el frente del hocico,las aberturas de las narinas óseas, conocidas como apertura nasi ossea, miraban hacia adelante y estaban fusionadas en la mitad. Suaves depresiones conocidas como las fosas perinariales se extendían hacia abajo desde las narinas hasta el nivel de los dientes. Los restos del premaxilar tenía una superficie rugosa, cubierta con crestas, bordes y agujeros. En el paladar, hay dos depresiones casi circulares situadas cerca del frente del hocico, en donde el primer par de dientes inferiores se habrían situado cuando la boca estaba cerrada. La parte palatal del maxilar no se cerraban en el borde inferior del premaxilar, dejando una gran abertura —- el foramen incisivo —- cuyo largo equivale a la mitad de la anchura del premaxilar.
Como su premaxilar, el maxilar de Razanandrongobe era alto y robusto. La superficie del paladar, la cual era más gruesa bajo las órbitas oculares, estaba situada inusualmente alta sobre la fila de dientes, a medio camino por encima de los alvéolos dentales. En esta posición, se encontraban con la parte del paladar formada por los huesos palatinos, y rodeaba las aberturas conocidas como las fenestras suborbitales. De este modo, el paladar de Razanandrongobe se parecía al de los Ziphosuchia, incluyendo a Araripesuchus. En el interior del maxilar, había un surco leve, el cual puede haber correspondido a la abertura neumática del cráneo que también es observada en el actual aligátor. Dentro de la fila dental en el premaxilar y el maxilar había una placa paradental cubierta por aristas y ranuras.

### Mandíbula

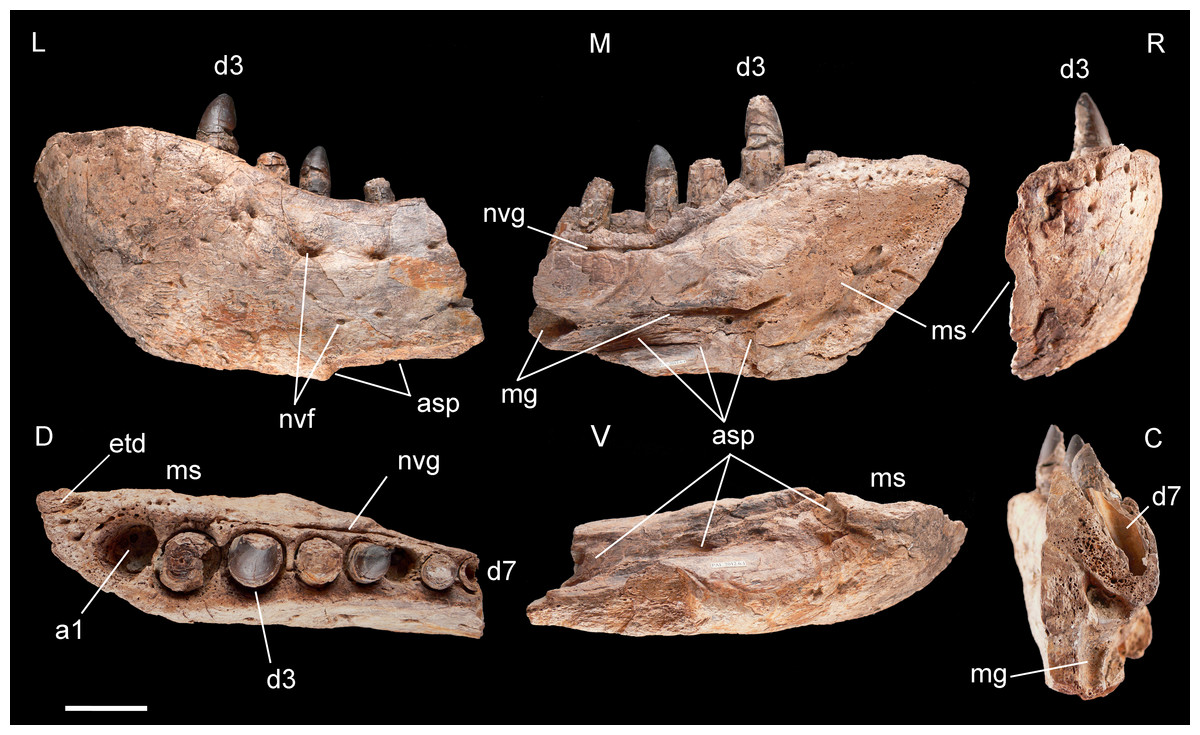
Dentario MHNT.PAL.2012.6.1 de Razanandrongobe; la articulación del esplenial está marcada como asp.

La mandíbula de Razanandrongobe era también alta y robusta. Curiosamente la punta de la mandíbula carecía de dientes, en una sección del dentario que corresponde al diámetro de más de un diente. El frente de la mandíbula habría estado fusionado; dentro del hueso, había una cicatriz que corre a lo largo del 20% posterior de la zona fusionada, lo que representa la articulación del hueso esplenial. La punta de la mandíbula habría estado reforzada al estar dada de vuelta en un ángulo de 50°. Al igual que el premaxilar, la superficie externa del dentario estaba texturizada, gracias a una densa red de canales zigzagueantes para los vasos sanguíneos (conocidos como canales vasculares). En la superficie interna había una fila de perforaciones, inmediatamente adyacentes a los dientes, la cual estaba delimitada por un surco hacia la parte posterior de la mandíbula. El margen superior del hueso era convexo en el frente, seguido por una región cóncava por detrás de este.

### Dientes
Razanandrongobe tenía cinco dientes a cada lado del premaxilar, al menos diez en cada maxilar maxilar, y ocho en cada mitad del dentario. Muchos de los alvéolos eran casi circulares, aunque la mitad inferior de los alvéolos en el maxilar y en el frente del dentario eran rectangulares. Todos ellos eran más anchos que largos, y eran casi verticales. Los alvéolos mayores estaban separados entre sí a menores distancias que los de los dientes más pequeños, y las superficies de separación estaban ornamentadas como las cubiertas paradentales. Los dientes mismos eran inusuales; estos poseen grandes bordes aserrados tanto en los bordes posterior como anterior, los cuales son proporcionalmente incluso mayores que los de dinosaurios tales como Tyrannosaurus. Estos además eran gruesos, sin estrecharse y están levemente curvados (paquidoncia). Además hay diferentes tipos de dientes, lo que hace a Razanandrongobe un heterodonte: los dientes del frente de la boca tenían forma de U (o en forma de salinon) en sección transversal, mientras que los de los lados eran incisiformes (en forma de incisivos) y casi ovales en sección transversal, mientras que los dientes más pequeños, situados en la zona posterior tenían una forma globular. Ninguno de los dientes estaba particularmente hipertrofiado a la manera de los dientes caninos de los mamíferos (lo que se conoce como caniniforme), pero los tres primeros dientes del dentario eran más grandes que el resto.

## Clasificación

### Afinidades con los arcosaurios

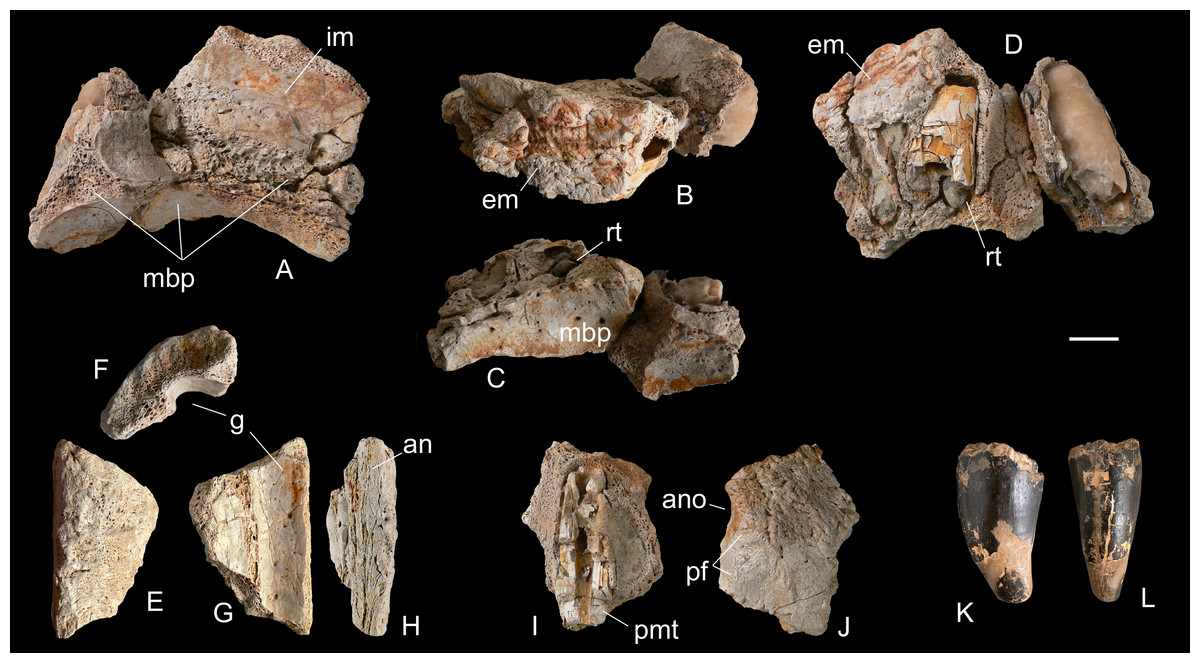
Especímenes adicionales MHNT.PAL.2012.6.3–8; paladar óseo maxilar marcado como "mbp", diente premaxilar marcado como "pmt", narinas óseas marcadas como "ano".

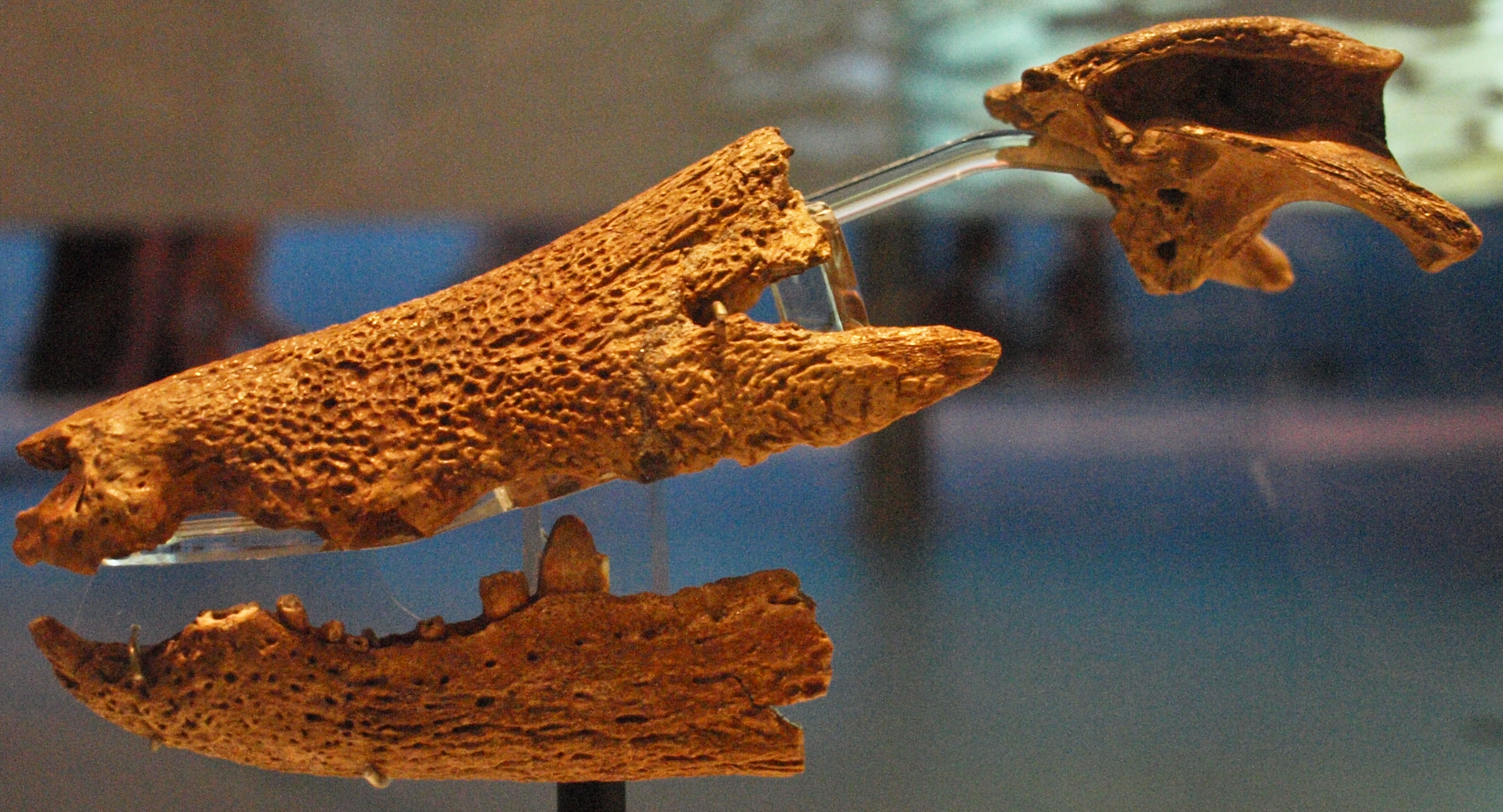
Razanandrongobe tenía dientes globulares al igual que los peirosáuridos (como Hamadasuchus), pero estos carecían de "cuellos".

En 2006, Maganuco y colaboradores identificaron a Razanandrongobe como miembro de los Archosauriformes por sus dientes aserrados y la condición tecodonta de sus dientes (es decir, que se implantaban profundamente en alvéolos dentales). Ambas características están extendidas entre los arcosauriformes, y Maganuco y colaboradores sugirieron que la primera es una sinapomorfia (rasgo especializado compartido) del grupo. También señalaron que Razanandrongobe poseía placas interdentales sin fusionar que cubren la superficie interna (lingual) de sus dientes; estas están ausentes en los arcosauromorfos no arcosauriformes, está presente pero sin fusionar en varios linajes de los Archosauriformes, y fusionada en algunos dinosaurios terópodos. Maganuco y colaboradores sugirieron que las placas interdentales sin fusionar bien pueden ser una sinapomorfia de los Archosauriformes, o una característica plesiomórfica (presente ancestralmente) de los crocodiliformes, terópodos y poposáuridos.
Considerando estas características, Maganuco y colaboradores situaron a Razanandrongobe entre los Archosauria, pero no como parte de ninguno de los linajes basales (que hayan divergido primero) debido a sus dientes heterodontes y su maxilar alto. Aunque se parece a la familia Prestosuchidae por la altura y forma del maxilar, dientes heterodontes, cubiertas paradentales y su gran tamaño, Maganuco y colaboradores consideraron que estos rasgos habrían sido adquiridos de manera convergente. Dentro de Archosauria, ellos identificaron dos posibles clasificaciones para Razanandrongobe: Crocodylomorpha y Theropoda, los únicos linajes de grandes arcosaurios depredadores que habían sobrevivido al finalizar el Triásico. Sin embargo, el material original de Razanandrongobe, consistente en maxilares y dientes, era demasiado fragmentario como para ser incluido en un análisis filogenético de arcosauriformes, dado que carece de casi todas las características usadas en dichos análisis.
Maganuco y colaboradores demostraron que entre los crocodilomorfos, Razanandrongobe tenía características intermedias entre el grado basal de los "Sphenosuchia" (el cual no es un clado) y los mucho más derivados Mesoeucrocodylia: el maxilar habría bordeado tanto a las coanas internas (aberturas nasales, como los "esfenosuquios") y las fenestras suborbitales (como los mesoeucrocodilianos); las fenestras anteorbitales habrían tenido un margen frontal más estrecho y estaban más retraídas en el cráneo que en los "esfenosuquios"; y la placa paradental estaba más desarrollada que en los "esfenosuquios". Sus alvéolos dentales verticales se parecen a los de los "esfenosuquios", baurusuquios, sebecosuquios y peirosáuridos,y en particular la posición de las depresiones palatales y los dientes globulares se parecen a los de los peirosáuridos (aunque en esta familia sus dientes tienen "cuellos"). Sin embargo, se consideró que la altura de la cubierta paradental, los bordes aserrados grandes en los dientes, la anchura de estos vistos de lado en la mandíbula, y las placas interdentales relativamente planas eran inusuales entre los crocodilomorfos.
Ya entre los terópodos, Maganuco y colaboradores compararon los alvéolos casi rectangulares, las placas interdentales rugosas, los dientes con corona baja, y el posible contacto amplio entre el maxilar y el hueso yugal en Razanandrongobe con los Abelisauridae; sin embargo, ellos señalaron que las perforaciones inervadas (forámenes) en su maxilar estaban distribuidas de modo más parejo, y sus dientes difieren en sus secciones transversales y el tamaño de su borde aserrado. Entre tanto, los dientes frontales inferiores se parecen a los de los Tyrannosauridae en su forma y sección transversal, y los dientes laterales estaban engrosados en forma similar (o incluso más), pero los bordes aserrados son mayores y carecían del característico surco que corría entre ellos, y su cubierta paradental es mayor que en los tiranosáuridos. Finalmente, aunque los espinosáuridos tenían una cubierta paradental bien desarrollada y dientes gruesos, los espinosáuridos conocidos son todas formas altamente especializadas, con placas palatales que formaban el "cielo" de la boca en un ángulo agudo, alvéolos circulares y los dientes eran de corona alta, sin borde aserrado y no eran heterodontes.

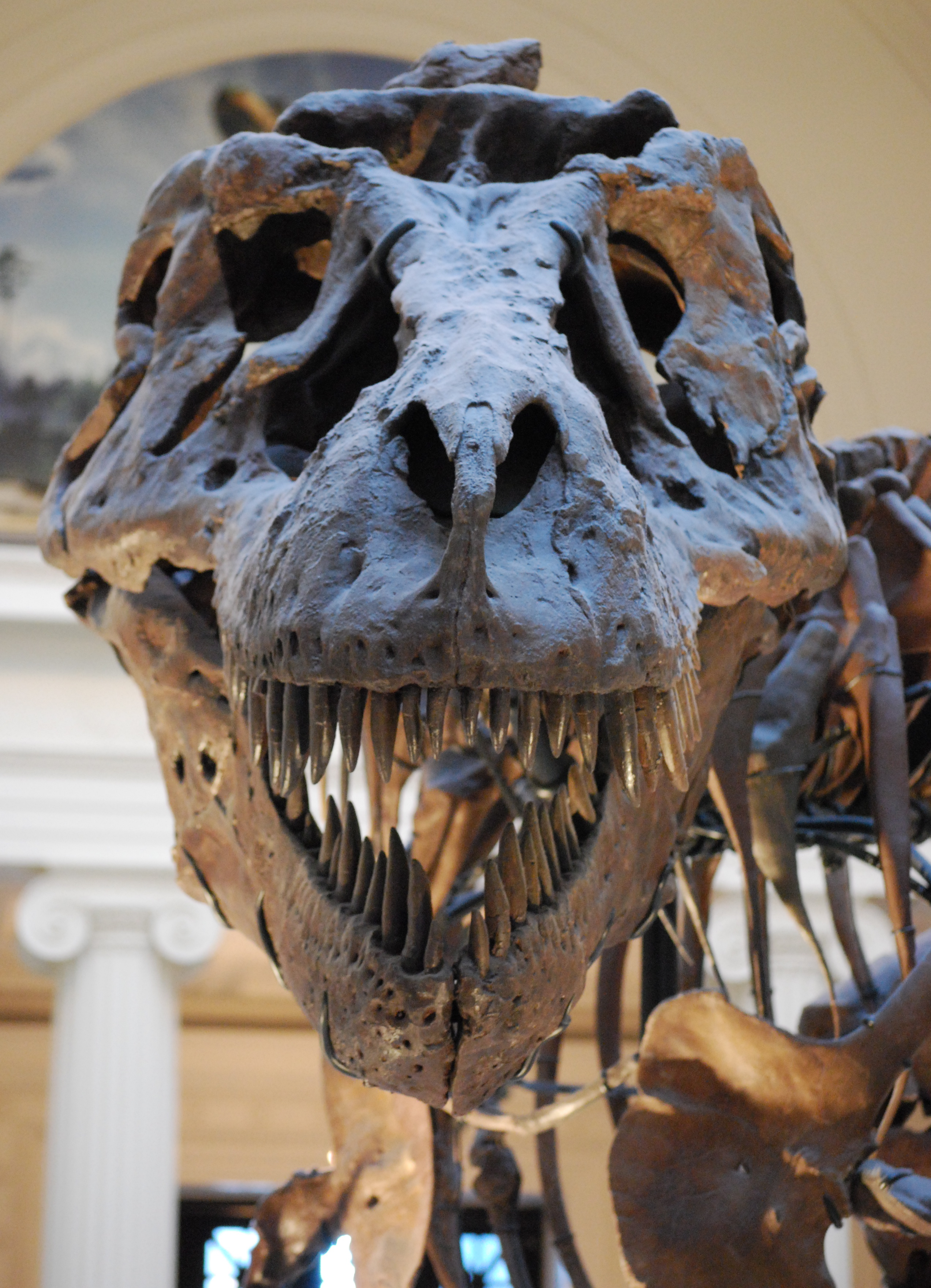
Los bordes aserrados de Razanandrongobe han sido comparados con los de los tiranosáuridos (como Tyrannosaurus).

### Identificación como un zifosuquio
Dado que Razanandrongobe estaba muy incompleto, Maganuco y colaboradores no asignaron a Razanandrongobe a un grupo específico en 2006. Posteriormente, el descubrimiento de especímenes adicionales permitió a Dal Sasso y colaboradores refinar la clasificación filogenética de Razanandrongobe en 2017. Los nuevos especímenes posibilitaron el identificarlo inequívocamente como un crocodilomorfo y no un terópodo, siendo todas sus similitudes adquiridas por convergencia. A diferencia de los terópodos, sus narinas óseas estaban situadas al frente y estaban fusionadas, sin tener contacto con el maxilar y no estaban divididas por ningún proceso óseo; su dentario es más alto y robusto que el de cualquier terópodo; su esplenial que era una parte notable de su mandíbula, siendo visible incluso de lado; un paladar óseo bien desarrollado en el maxilar; y el ya señalado engrosamiento de las coronas dentales. Ellos también señalaron otra diferencia con los espinosáuridos, ya que sus narinas óseas no estaban dirigidas hacia atrás en el hocico.
Ya dentro de Crocodylomorpha, Dal Sasso y colaboradores confirmaron las observaciones previas de que el paladar de Razanandrongobe difería del de los "esfenosuquios", además de que tenía un dentario más robusto con una porción desdentada más corta y un esplenial menos desarrollado. La extensión del esplenial en particular era probablemente similar a la de muchos notosuquios, pero no al extremo de los Peirosauridae en los cuales este hueso conforma la mitad de la mandíbula. Las narinas óseas eran más parecidas en morfología y orientación a las de los Sphagesauridae; ellos diferían de los peirosáuridos por su fusión completa en esa zona, y de los Sebecidae en su orientación hacia adelante y no hacia arriba. Su fosa perinarial era una característica común entre los mesoeucrocodilios, y también carecía de una muesca en el maxilar para recibir al alargado diente caniniforme inferior; ambas características probablemente eran plesiomórficas para el grupo Notosuchia.

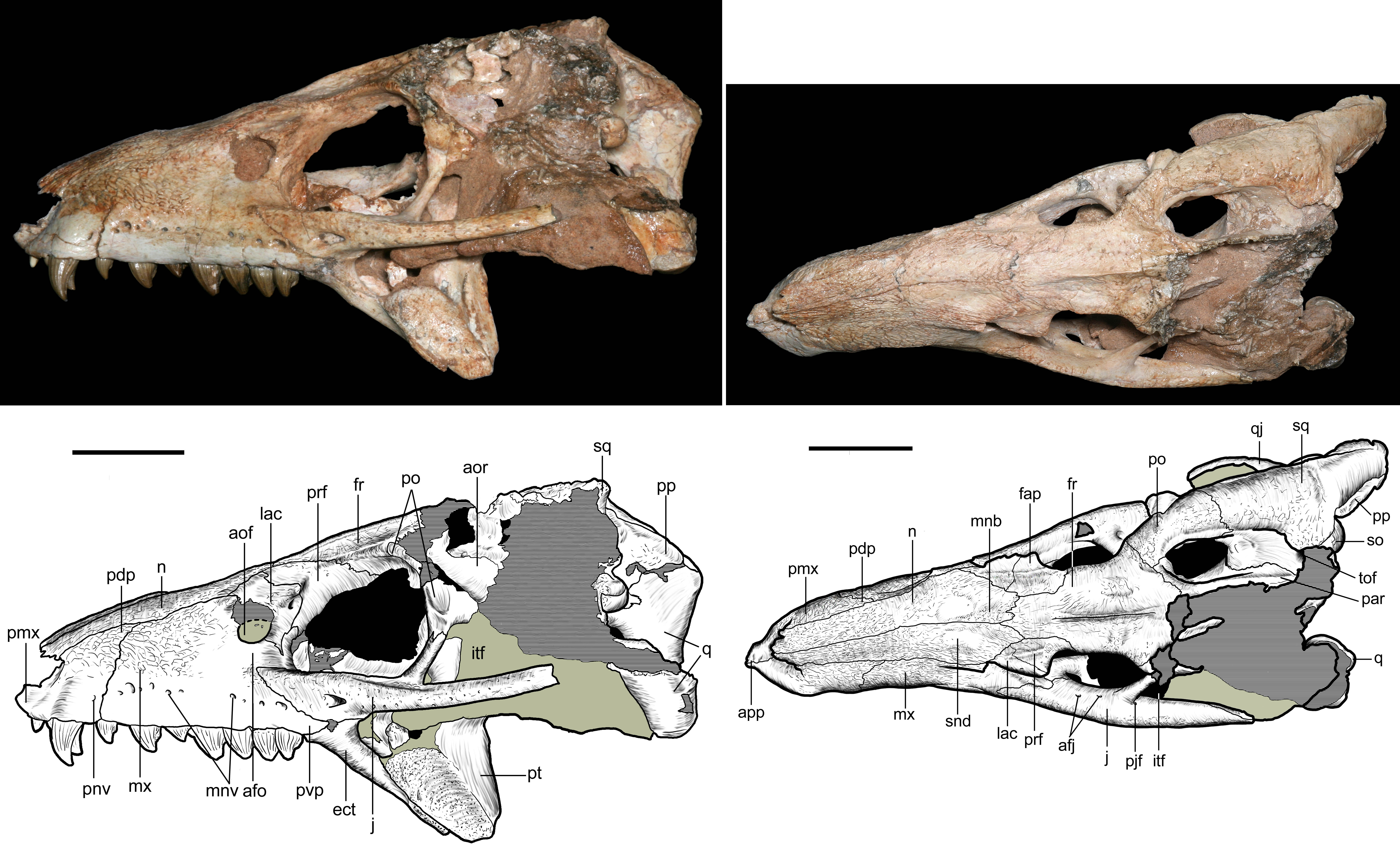
Razanandrongobe tenía narinas orientadas hacia adelante al igual que los esfagesáuridos (como Caipirasuchus).

En Razanandrongobe, el foramen incisivo era mayor que en muchos mesoeucrocodilios, mientras que el robusto paladar en el maxilar era más típico. El dentario vuelto hacia arriba era similar al de muchos baurusúquidos y Kaprosuchus, aunque Uruguaysuchus y los peirosáuridos también tenían dentarios que se estrechaban hacia arriba formando un arco. A diferencia de Uruguaysuchus, los alvéolos dentales no estaban fusionados. A diferencia de Aplestosuchus y Sebecus, los dientes no estaban comprimidos en su base, ni su primer diente se proyectaba hacia adelante. Aunque algunos baurusúquidos y sebécidos tenían dientes aserrados, sus dientes eran aplanados, y sus dentículos eran mucho más pequeños. Ningún notosuquio tenía dientes ovalados como los de Razanandrongobe, pero algunos esfagesáuridos tenían dientes casi cónicos.
El análisis filogenético llevado a cabo por Dal Sasso y colaboradores, basado en el de Lucas Fiorelli y colaboradores en 2016, determinó que Razanandrongobe era un miembro de Ziphosuchia, cercanamente relacionado con los Sebecosuchia. En el primer caso esta relación está sustentada en la carencia de coronas dentales comprimidas y el contacto entre el dentario y el esplenial, mientras que en el segundo se apoya en el dentario alto, los dentículos del borde aserrado simétricos y de tamaño similar, la concavidad del dentario y una depresión entre el nivel de los alvéolos dentales en el medio de la fila de dientes. Su cladograma resultante (árbol filogenético con resultados de consenso) es reproducido parcialmente a continuación:
|  | Peirosauridae   |
|  |                 |
|  | Uruguaysuchidae |
|  |                 |

|  | Candidodon |
|  |            |
|  | Simosuchus |
|  |            |

|  | Malawisuchus |
|  |              |
|  | Pakasuchus   |
|  |              |

| Sebecosuchia | \| \| Baurusuchidae \| \| \| \| \| \| Sebecidae \| \| \| \| |
|              | \| \| Baurusuchidae \| \| \| \| \| \| Sebecidae \| \| \| \| |
|              | Comahuesuchus                                               |
|              |                                                             |
|              | Pehuenchesuchus                                             |
|              |                                                             |
|              | Razanandrongobe                                             |
|              |                                                             |
|              | Baurusuchidae                                               |
|              |                                                             |
|              | Sebecidae                                                   |
|              |                                                             |

|  | Baurusuchidae |
|  |               |
|  | Sebecidae     |
|  |               |

| Sebecosuchia | \| \| Baurusuchidae \| \| \| \| \| \| Sebecidae \| \| \| \| |
|              | \| \| Baurusuchidae \| \| \| \| \| \| Sebecidae \| \| \| \| |
|              | Comahuesuchus                                               |
|              |                                                             |
|              | Pehuenchesuchus                                             |
|              |                                                             |
|              | Razanandrongobe                                             |
|              |                                                             |
|              | Baurusuchidae                                               |
|              |                                                             |
|              | Sebecidae                                                   |
|              |                                                             |

|  | Baurusuchidae |
|  |               |
|  | Sebecidae     |
|  |               |

|  | Malawisuchus |
|  |              |
|  | Pakasuchus   |
|  |              |

| Sebecosuchia | \| \| Baurusuchidae \| \| \| \| \| \| Sebecidae \| \| \| \| |
|              | \| \| Baurusuchidae \| \| \| \| \| \| Sebecidae \| \| \| \| |
|              | Comahuesuchus                                               |
|              |                                                             |
|              | Pehuenchesuchus                                             |
|              |                                                             |
|              | Razanandrongobe                                             |
|              |                                                             |
|              | Baurusuchidae                                               |
|              |                                                             |
|              | Sebecidae                                                   |
|              |                                                             |

|  | Baurusuchidae |
|  |               |
|  | Sebecidae     |
|  |               |

| Sebecosuchia | \| \| Baurusuchidae \| \| \| \| \| \| Sebecidae \| \| \| \| |
|              | \| \| Baurusuchidae \| \| \| \| \| \| Sebecidae \| \| \| \| |
|              | Comahuesuchus                                               |
|              |                                                             |
|              | Pehuenchesuchus                                             |
|              |                                                             |
|              | Razanandrongobe                                             |
|              |                                                             |
|              | Baurusuchidae                                               |
|              |                                                             |
|              | Sebecidae                                                   |
|              |                                                             |

|  | Baurusuchidae |
|  |               |
|  | Sebecidae     |
|  |               |

|  | Candidodon |
|  |            |
|  | Simosuchus |
|  |            |

|  | Malawisuchus |
|  |              |
|  | Pakasuchus   |
|  |              |

| Sebecosuchia | \| \| Baurusuchidae \| \| \| \| \| \| Sebecidae \| \| \| \| |
|              | \| \| Baurusuchidae \| \| \| \| \| \| Sebecidae \| \| \| \| |
|              | Comahuesuchus                                               |
|              |                                                             |
|              | Pehuenchesuchus                                             |
|              |                                                             |
|              | Razanandrongobe                                             |
|              |                                                             |
|              | Baurusuchidae                                               |
|              |                                                             |
|              | Sebecidae                                                   |
|              |                                                             |

|  | Baurusuchidae |
|  |               |
|  | Sebecidae     |
|  |               |

| Sebecosuchia | \| \| Baurusuchidae \| \| \| \| \| \| Sebecidae \| \| \| \| |
|              | \| \| Baurusuchidae \| \| \| \| \| \| Sebecidae \| \| \| \| |
|              | Comahuesuchus                                               |
|              |                                                             |
|              | Pehuenchesuchus                                             |
|              |                                                             |
|              | Razanandrongobe                                             |
|              |                                                             |
|              | Baurusuchidae                                               |
|              |                                                             |
|              | Sebecidae                                                   |
|              |                                                             |

|  | Baurusuchidae |
|  |               |
|  | Sebecidae     |
|  |               |

|  | Malawisuchus |
|  |              |
|  | Pakasuchus   |
|  |              |

| Sebecosuchia | \| \| Baurusuchidae \| \| \| \| \| \| Sebecidae \| \| \| \| |
|              | \| \| Baurusuchidae \| \| \| \| \| \| Sebecidae \| \| \| \| |
|              | Comahuesuchus                                               |
|              |                                                             |
|              | Pehuenchesuchus                                             |
|              |                                                             |
|              | Razanandrongobe                                             |
|              |                                                             |
|              | Baurusuchidae                                               |
|              |                                                             |
|              | Sebecidae                                                   |
|              |                                                             |

|  | Baurusuchidae |
|  |               |
|  | Sebecidae     |
|  |               |

| Sebecosuchia | \| \| Baurusuchidae \| \| \| \| \| \| Sebecidae \| \| \| \| |
|              | \| \| Baurusuchidae \| \| \| \| \| \| Sebecidae \| \| \| \| |
|              | Comahuesuchus                                               |
|              |                                                             |
|              | Pehuenchesuchus                                             |
|              |                                                             |
|              | Razanandrongobe                                             |
|              |                                                             |
|              | Baurusuchidae                                               |
|              |                                                             |
|              | Sebecidae                                                   |
|              |                                                             |

|  | Baurusuchidae |
|  |               |
|  | Sebecidae     |
|  |               |

|  | Candidodon |
|  |            |
|  | Simosuchus |
|  |            |

|  | Malawisuchus |
|  |              |
|  | Pakasuchus   |
|  |              |

| Sebecosuchia | \| \| Baurusuchidae \| \| \| \| \| \| Sebecidae \| \| \| \| |
|              | \| \| Baurusuchidae \| \| \| \| \| \| Sebecidae \| \| \| \| |
|              | Comahuesuchus                                               |
|              |                                                             |
|              | Pehuenchesuchus                                             |
|              |                                                             |
|              | Razanandrongobe                                             |
|              |                                                             |
|              | Baurusuchidae                                               |
|              |                                                             |
|              | Sebecidae                                                   |
|              |                                                             |

|  | Baurusuchidae |
|  |               |
|  | Sebecidae     |
|  |               |

| Sebecosuchia | \| \| Baurusuchidae \| \| \| \| \| \| Sebecidae \| \| \| \| |
|              | \| \| Baurusuchidae \| \| \| \| \| \| Sebecidae \| \| \| \| |
|              | Comahuesuchus                                               |
|              |                                                             |
|              | Pehuenchesuchus                                             |
|              |                                                             |
|              | Razanandrongobe                                             |
|              |                                                             |
|              | Baurusuchidae                                               |
|              |                                                             |
|              | Sebecidae                                                   |
|              |                                                             |

|  | Baurusuchidae |
|  |               |
|  | Sebecidae     |
|  |               |

|  | Malawisuchus |
|  |              |
|  | Pakasuchus   |
|  |              |

| Sebecosuchia | \| \| Baurusuchidae \| \| \| \| \| \| Sebecidae \| \| \| \| |
|              | \| \| Baurusuchidae \| \| \| \| \| \| Sebecidae \| \| \| \| |
|              | Comahuesuchus                                               |
|              |                                                             |
|              | Pehuenchesuchus                                             |
|              |                                                             |
|              | Razanandrongobe                                             |
|              |                                                             |
|              | Baurusuchidae                                               |
|              |                                                             |
|              | Sebecidae                                                   |
|              |                                                             |

|  | Baurusuchidae |
|  |               |
|  | Sebecidae     |
|  |               |

| Sebecosuchia | \| \| Baurusuchidae \| \| \| \| \| \| Sebecidae \| \| \| \| |
|              | \| \| Baurusuchidae \| \| \| \| \| \| Sebecidae \| \| \| \| |
|              | Comahuesuchus                                               |
|              |                                                             |
|              | Pehuenchesuchus                                             |
|              |                                                             |
|              | Razanandrongobe                                             |
|              |                                                             |
|              | Baurusuchidae                                               |
|              |                                                             |
|              | Sebecidae                                                   |
|              |                                                             |

|  | Baurusuchidae |
|  |               |
|  | Sebecidae     |
|  |               |

|  | Candidodon |
|  |            |
|  | Simosuchus |
|  |            |

|  | Malawisuchus |
|  |              |
|  | Pakasuchus   |
|  |              |

| Sebecosuchia | \| \| Baurusuchidae \| \| \| \| \| \| Sebecidae \| \| \| \| |
|              | \| \| Baurusuchidae \| \| \| \| \| \| Sebecidae \| \| \| \| |
|              | Comahuesuchus                                               |
|              |                                                             |
|              | Pehuenchesuchus                                             |
|              |                                                             |
|              | Razanandrongobe                                             |
|              |                                                             |
|              | Baurusuchidae                                               |
|              |                                                             |
|              | Sebecidae                                                   |
|              |                                                             |

|  | Baurusuchidae |
|  |               |
|  | Sebecidae     |
|  |               |

| Sebecosuchia | \| \| Baurusuchidae \| \| \| \| \| \| Sebecidae \| \| \| \| |
|              | \| \| Baurusuchidae \| \| \| \| \| \| Sebecidae \| \| \| \| |
|              | Comahuesuchus                                               |
|              |                                                             |
|              | Pehuenchesuchus                                             |
|              |                                                             |
|              | Razanandrongobe                                             |
|              |                                                             |
|              | Baurusuchidae                                               |
|              |                                                             |
|              | Sebecidae                                                   |
|              |                                                             |

|  | Baurusuchidae |
|  |               |
|  | Sebecidae     |
|  |               |

|  | Malawisuchus |
|  |              |
|  | Pakasuchus   |
|  |              |

| Sebecosuchia | \| \| Baurusuchidae \| \| \| \| \| \| Sebecidae \| \| \| \| |
|              | \| \| Baurusuchidae \| \| \| \| \| \| Sebecidae \| \| \| \| |
|              | Comahuesuchus                                               |
|              |                                                             |
|              | Pehuenchesuchus                                             |
|              |                                                             |
|              | Razanandrongobe                                             |
|              |                                                             |
|              | Baurusuchidae                                               |
|              |                                                             |
|              | Sebecidae                                                   |
|              |                                                             |

|  | Baurusuchidae |
|  |               |
|  | Sebecidae     |
|  |               |

| Sebecosuchia | \| \| Baurusuchidae \| \| \| \| \| \| Sebecidae \| \| \| \| |
|              | \| \| Baurusuchidae \| \| \| \| \| \| Sebecidae \| \| \| \| |
|              | Comahuesuchus                                               |
|              |                                                             |
|              | Pehuenchesuchus                                             |
|              |                                                             |
|              | Razanandrongobe                                             |
|              |                                                             |
|              | Baurusuchidae                                               |
|              |                                                             |
|              | Sebecidae                                                   |
|              |                                                             |

|  | Baurusuchidae |
|  |               |
|  | Sebecidae     |
|  |               |

|  | Peirosauridae   |
|  |                 |
|  | Uruguaysuchidae |
|  |                 |

|  | Candidodon |
|  |            |
|  | Simosuchus |
|  |            |

|  | Malawisuchus |
|  |              |
|  | Pakasuchus   |
|  |              |

| Sebecosuchia | \| \| Baurusuchidae \| \| \| \| \| \| Sebecidae \| \| \| \| |
|              | \| \| Baurusuchidae \| \| \| \| \| \| Sebecidae \| \| \| \| |
|              | Comahuesuchus                                               |
|              |                                                             |
|              | Pehuenchesuchus                                             |
|              |                                                             |
|              | Razanandrongobe                                             |
|              |                                                             |
|              | Baurusuchidae                                               |
|              |                                                             |
|              | Sebecidae                                                   |
|              |                                                             |

|  | Baurusuchidae |
|  |               |
|  | Sebecidae     |
|  |               |

| Sebecosuchia | \| \| Baurusuchidae \| \| \| \| \| \| Sebecidae \| \| \| \| |
|              | \| \| Baurusuchidae \| \| \| \| \| \| Sebecidae \| \| \| \| |
|              | Comahuesuchus                                               |
|              |                                                             |
|              | Pehuenchesuchus                                             |
|              |                                                             |
|              | Razanandrongobe                                             |
|              |                                                             |
|              | Baurusuchidae                                               |
|              |                                                             |
|              | Sebecidae                                                   |
|              |                                                             |

|  | Baurusuchidae |
|  |               |
|  | Sebecidae     |
|  |               |

|  | Malawisuchus |
|  |              |
|  | Pakasuchus   |
|  |              |

| Sebecosuchia | \| \| Baurusuchidae \| \| \| \| \| \| Sebecidae \| \| \| \| |
|              | \| \| Baurusuchidae \| \| \| \| \| \| Sebecidae \| \| \| \| |
|              | Comahuesuchus                                               |
|              |                                                             |
|              | Pehuenchesuchus                                             |
|              |                                                             |
|              | Razanandrongobe                                             |
|              |                                                             |
|              | Baurusuchidae                                               |
|              |                                                             |
|              | Sebecidae                                                   |
|              |                                                             |

|  | Baurusuchidae |
|  |               |
|  | Sebecidae     |
|  |               |

| Sebecosuchia | \| \| Baurusuchidae \| \| \| \| \| \| Sebecidae \| \| \| \| |
|              | \| \| Baurusuchidae \| \| \| \| \| \| Sebecidae \| \| \| \| |
|              | Comahuesuchus                                               |
|              |                                                             |
|              | Pehuenchesuchus                                             |
|              |                                                             |
|              | Razanandrongobe                                             |
|              |                                                             |
|              | Baurusuchidae                                               |
|              |                                                             |
|              | Sebecidae                                                   |
|              |                                                             |

|  | Baurusuchidae |
|  |               |
|  | Sebecidae     |
|  |               |

|  | Candidodon |
|  |            |
|  | Simosuchus |
|  |            |

|  | Malawisuchus |
|  |              |
|  | Pakasuchus   |
|  |              |

| Sebecosuchia | \| \| Baurusuchidae \| \| \| \| \| \| Sebecidae \| \| \| \| |
|              | \| \| Baurusuchidae \| \| \| \| \| \| Sebecidae \| \| \| \| |
|              | Comahuesuchus                                               |
|              |                                                             |
|              | Pehuenchesuchus                                             |
|              |                                                             |
|              | Razanandrongobe                                             |
|              |                                                             |
|              | Baurusuchidae                                               |
|              |                                                             |
|              | Sebecidae                                                   |
|              |                                                             |

|  | Baurusuchidae |
|  |               |
|  | Sebecidae     |
|  |               |

| Sebecosuchia | \| \| Baurusuchidae \| \| \| \| \| \| Sebecidae \| \| \| \| |
|              | \| \| Baurusuchidae \| \| \| \| \| \| Sebecidae \| \| \| \| |
|              | Comahuesuchus                                               |
|              |                                                             |
|              | Pehuenchesuchus                                             |
|              |                                                             |
|              | Razanandrongobe                                             |
|              |                                                             |
|              | Baurusuchidae                                               |
|              |                                                             |
|              | Sebecidae                                                   |
|              |                                                             |

|  | Baurusuchidae |
|  |               |
|  | Sebecidae     |
|  |               |

|  | Malawisuchus |
|  |              |
|  | Pakasuchus   |
|  |              |

| Sebecosuchia | \| \| Baurusuchidae \| \| \| \| \| \| Sebecidae \| \| \| \| |
|              | \| \| Baurusuchidae \| \| \| \| \| \| Sebecidae \| \| \| \| |
|              | Comahuesuchus                                               |
|              |                                                             |
|              | Pehuenchesuchus                                             |
|              |                                                             |
|              | Razanandrongobe                                             |
|              |                                                             |
|              | Baurusuchidae                                               |
|              |                                                             |
|              | Sebecidae                                                   |
|              |                                                             |

|  | Baurusuchidae |
|  |               |
|  | Sebecidae     |
|  |               |

| Sebecosuchia | \| \| Baurusuchidae \| \| \| \| \| \| Sebecidae \| \| \| \| |
|              | \| \| Baurusuchidae \| \| \| \| \| \| Sebecidae \| \| \| \| |
|              | Comahuesuchus                                               |
|              |                                                             |
|              | Pehuenchesuchus                                             |
|              |                                                             |
|              | Razanandrongobe                                             |
|              |                                                             |
|              | Baurusuchidae                                               |
|              |                                                             |
|              | Sebecidae                                                   |
|              |                                                             |

|  | Baurusuchidae |
|  |               |
|  | Sebecidae     |
|  |               |

|  | Candidodon |
|  |            |
|  | Simosuchus |
|  |            |

|  | Malawisuchus |
|  |              |
|  | Pakasuchus   |
|  |              |

| Sebecosuchia | \| \| Baurusuchidae \| \| \| \| \| \| Sebecidae \| \| \| \| |
|              | \| \| Baurusuchidae \| \| \| \| \| \| Sebecidae \| \| \| \| |
|              | Comahuesuchus                                               |
|              |                                                             |
|              | Pehuenchesuchus                                             |
|              |                                                             |
|              | Razanandrongobe                                             |
|              |                                                             |
|              | Baurusuchidae                                               |
|              |                                                             |
|              | Sebecidae                                                   |
|              |                                                             |

|  | Baurusuchidae |
|  |               |
|  | Sebecidae     |
|  |               |

| Sebecosuchia | \| \| Baurusuchidae \| \| \| \| \| \| Sebecidae \| \| \| \| |
|              | \| \| Baurusuchidae \| \| \| \| \| \| Sebecidae \| \| \| \| |
|              | Comahuesuchus                                               |
|              |                                                             |
|              | Pehuenchesuchus                                             |
|              |                                                             |
|              | Razanandrongobe                                             |
|              |                                                             |
|              | Baurusuchidae                                               |
|              |                                                             |
|              | Sebecidae                                                   |
|              |                                                             |

|  | Baurusuchidae |
|  |               |
|  | Sebecidae     |
|  |               |

|  | Malawisuchus |
|  |              |
|  | Pakasuchus   |
|  |              |

| Sebecosuchia | \| \| Baurusuchidae \| \| \| \| \| \| Sebecidae \| \| \| \| |
|              | \| \| Baurusuchidae \| \| \| \| \| \| Sebecidae \| \| \| \| |
|              | Comahuesuchus                                               |
|              |                                                             |
|              | Pehuenchesuchus                                             |
|              |                                                             |
|              | Razanandrongobe                                             |
|              |                                                             |
|              | Baurusuchidae                                               |
|              |                                                             |
|              | Sebecidae                                                   |
|              |                                                             |

|  | Baurusuchidae |
|  |               |
|  | Sebecidae     |
|  |               |

| Sebecosuchia | \| \| Baurusuchidae \| \| \| \| \| \| Sebecidae \| \| \| \| |
|              | \| \| Baurusuchidae \| \| \| \| \| \| Sebecidae \| \| \| \| |
|              | Comahuesuchus                                               |
|              |                                                             |
|              | Pehuenchesuchus                                             |
|              |                                                             |
|              | Razanandrongobe                                             |
|              |                                                             |
|              | Baurusuchidae                                               |
|              |                                                             |
|              | Sebecidae                                                   |
|              |                                                             |

|  | Baurusuchidae |
|  |               |
|  | Sebecidae     |
|  |               |

|  | Candidodon |
|  |            |
|  | Simosuchus |
|  |            |

|  | Malawisuchus |
|  |              |
|  | Pakasuchus   |
|  |              |

| Sebecosuchia | \| \| Baurusuchidae \| \| \| \| \| \| Sebecidae \| \| \| \| |
|              | \| \| Baurusuchidae \| \| \| \| \| \| Sebecidae \| \| \| \| |
|              | Comahuesuchus                                               |
|              |                                                             |
|              | Pehuenchesuchus                                             |
|              |                                                             |
|              | Razanandrongobe                                             |
|              |                                                             |
|              | Baurusuchidae                                               |
|              |                                                             |
|              | Sebecidae                                                   |
|              |                                                             |

|  | Baurusuchidae |
|  |               |
|  | Sebecidae     |
|  |               |

| Sebecosuchia | \| \| Baurusuchidae \| \| \| \| \| \| Sebecidae \| \| \| \| |
|              | \| \| Baurusuchidae \| \| \| \| \| \| Sebecidae \| \| \| \| |
|              | Comahuesuchus                                               |
|              |                                                             |
|              | Pehuenchesuchus                                             |
|              |                                                             |
|              | Razanandrongobe                                             |
|              |                                                             |
|              | Baurusuchidae                                               |
|              |                                                             |
|              | Sebecidae                                                   |
|              |                                                             |

|  | Baurusuchidae |
|  |               |
|  | Sebecidae     |
|  |               |

|  | Malawisuchus |
|  |              |
|  | Pakasuchus   |
|  |              |

| Sebecosuchia | \| \| Baurusuchidae \| \| \| \| \| \| Sebecidae \| \| \| \| |
|              | \| \| Baurusuchidae \| \| \| \| \| \| Sebecidae \| \| \| \| |
|              | Comahuesuchus                                               |
|              |                                                             |
|              | Pehuenchesuchus                                             |
|              |                                                             |
|              | Razanandrongobe                                             |
|              |                                                             |
|              | Baurusuchidae                                               |
|              |                                                             |
|              | Sebecidae                                                   |
|              |                                                             |

|  | Baurusuchidae |
|  |               |
|  | Sebecidae     |
|  |               |

| Sebecosuchia | \| \| Baurusuchidae \| \| \| \| \| \| Sebecidae \| \| \| \| |
|              | \| \| Baurusuchidae \| \| \| \| \| \| Sebecidae \| \| \| \| |
|              | Comahuesuchus                                               |
|              |                                                             |
|              | Pehuenchesuchus                                             |
|              |                                                             |
|              | Razanandrongobe                                             |
|              |                                                             |
|              | Baurusuchidae                                               |
|              |                                                             |
|              | Sebecidae                                                   |
|              |                                                             |

|  | Baurusuchidae |
|  |               |
|  | Sebecidae     |
|  |               |

|  | Peirosauridae   |
|  |                 |
|  | Uruguaysuchidae |
|  |                 |

|  | Candidodon |
|  |            |
|  | Simosuchus |
|  |            |

|  | Malawisuchus |
|  |              |
|  | Pakasuchus   |
|  |              |

| Sebecosuchia | \| \| Baurusuchidae \| \| \| \| \| \| Sebecidae \| \| \| \| |
|              | \| \| Baurusuchidae \| \| \| \| \| \| Sebecidae \| \| \| \| |
|              | Comahuesuchus                                               |
|              |                                                             |
|              | Pehuenchesuchus                                             |
|              |                                                             |
|              | Razanandrongobe                                             |
|              |                                                             |
|              | Baurusuchidae                                               |
|              |                                                             |
|              | Sebecidae                                                   |
|              |                                                             |

|  | Baurusuchidae |
|  |               |
|  | Sebecidae     |
|  |               |

| Sebecosuchia | \| \| Baurusuchidae \| \| \| \| \| \| Sebecidae \| \| \| \| |
|              | \| \| Baurusuchidae \| \| \| \| \| \| Sebecidae \| \| \| \| |
|              | Comahuesuchus                                               |
|              |                                                             |
|              | Pehuenchesuchus                                             |
|              |                                                             |
|              | Razanandrongobe                                             |
|              |                                                             |
|              | Baurusuchidae                                               |
|              |                                                             |
|              | Sebecidae                                                   |
|              |                                                             |

|  | Baurusuchidae |
|  |               |
|  | Sebecidae     |
|  |               |

|  | Malawisuchus |
|  |              |
|  | Pakasuchus   |
|  |              |

| Sebecosuchia | \| \| Baurusuchidae \| \| \| \| \| \| Sebecidae \| \| \| \| |
|              | \| \| Baurusuchidae \| \| \| \| \| \| Sebecidae \| \| \| \| |
|              | Comahuesuchus                                               |
|              |                                                             |
|              | Pehuenchesuchus                                             |
|              |                                                             |
|              | Razanandrongobe                                             |
|              |                                                             |
|              | Baurusuchidae                                               |
|              |                                                             |
|              | Sebecidae                                                   |
|              |                                                             |

|  | Baurusuchidae |
|  |               |
|  | Sebecidae     |
|  |               |

| Sebecosuchia | \| \| Baurusuchidae \| \| \| \| \| \| Sebecidae \| \| \| \| |
|              | \| \| Baurusuchidae \| \| \| \| \| \| Sebecidae \| \| \| \| |
|              | Comahuesuchus                                               |
|              |                                                             |
|              | Pehuenchesuchus                                             |
|              |                                                             |
|              | Razanandrongobe                                             |
|              |                                                             |
|              | Baurusuchidae                                               |
|              |                                                             |
|              | Sebecidae                                                   |
|              |                                                             |

|  | Baurusuchidae |
|  |               |
|  | Sebecidae     |
|  |               |

|  | Candidodon |
|  |            |
|  | Simosuchus |
|  |            |

|  | Malawisuchus |
|  |              |
|  | Pakasuchus   |
|  |              |

| Sebecosuchia | \| \| Baurusuchidae \| \| \| \| \| \| Sebecidae \| \| \| \| |
|              | \| \| Baurusuchidae \| \| \| \| \| \| Sebecidae \| \| \| \| |
|              | Comahuesuchus                                               |
|              |                                                             |
|              | Pehuenchesuchus                                             |
|              |                                                             |
|              | Razanandrongobe                                             |
|              |                                                             |
|              | Baurusuchidae                                               |
|              |                                                             |
|              | Sebecidae                                                   |
|              |                                                             |

|  | Baurusuchidae |
|  |               |
|  | Sebecidae     |
|  |               |

| Sebecosuchia | \| \| Baurusuchidae \| \| \| \| \| \| Sebecidae \| \| \| \| |
|              | \| \| Baurusuchidae \| \| \| \| \| \| Sebecidae \| \| \| \| |
|              | Comahuesuchus                                               |
|              |                                                             |
|              | Pehuenchesuchus                                             |
|              |                                                             |
|              | Razanandrongobe                                             |
|              |                                                             |
|              | Baurusuchidae                                               |
|              |                                                             |
|              | Sebecidae                                                   |
|              |                                                             |

|  | Baurusuchidae |
|  |               |
|  | Sebecidae     |
|  |               |

|  | Malawisuchus |
|  |              |
|  | Pakasuchus   |
|  |              |

| Sebecosuchia | \| \| Baurusuchidae \| \| \| \| \| \| Sebecidae \| \| \| \| |
|              | \| \| Baurusuchidae \| \| \| \| \| \| Sebecidae \| \| \| \| |
|              | Comahuesuchus                                               |
|              |                                                             |
|              | Pehuenchesuchus                                             |
|              |                                                             |
|              | Razanandrongobe                                             |
|              |                                                             |
|              | Baurusuchidae                                               |
|              |                                                             |
|              | Sebecidae                                                   |
|              |                                                             |

|  | Baurusuchidae |
|  |               |
|  | Sebecidae     |
|  |               |

| Sebecosuchia | \| \| Baurusuchidae \| \| \| \| \| \| Sebecidae \| \| \| \| |
|              | \| \| Baurusuchidae \| \| \| \| \| \| Sebecidae \| \| \| \| |
|              | Comahuesuchus                                               |
|              |                                                             |
|              | Pehuenchesuchus                                             |
|              |                                                             |
|              | Razanandrongobe                                             |
|              |                                                             |
|              | Baurusuchidae                                               |
|              |                                                             |
|              | Sebecidae                                                   |
|              |                                                             |

|  | Baurusuchidae |
|  |               |
|  | Sebecidae     |
|  |               |

|  | Candidodon |
|  |            |
|  | Simosuchus |
|  |            |

|  | Malawisuchus |
|  |              |
|  | Pakasuchus   |
|  |              |

| Sebecosuchia | \| \| Baurusuchidae \| \| \| \| \| \| Sebecidae \| \| \| \| |
|              | \| \| Baurusuchidae \| \| \| \| \| \| Sebecidae \| \| \| \| |
|              | Comahuesuchus                                               |
|              |                                                             |
|              | Pehuenchesuchus                                             |
|              |                                                             |
|              | Razanandrongobe                                             |
|              |                                                             |
|              | Baurusuchidae                                               |
|              |                                                             |
|              | Sebecidae                                                   |
|              |                                                             |

|  | Baurusuchidae |
|  |               |
|  | Sebecidae     |
|  |               |

| Sebecosuchia | \| \| Baurusuchidae \| \| \| \| \| \| Sebecidae \| \| \| \| |
|              | \| \| Baurusuchidae \| \| \| \| \| \| Sebecidae \| \| \| \| |
|              | Comahuesuchus                                               |
|              |                                                             |
|              | Pehuenchesuchus                                             |
|              |                                                             |
|              | Razanandrongobe                                             |
|              |                                                             |
|              | Baurusuchidae                                               |
|              |                                                             |
|              | Sebecidae                                                   |
|              |                                                             |

|  | Baurusuchidae |
|  |               |
|  | Sebecidae     |
|  |               |

|  | Malawisuchus |
|  |              |
|  | Pakasuchus   |
|  |              |

| Sebecosuchia | \| \| Baurusuchidae \| \| \| \| \| \| Sebecidae \| \| \| \| |
|              | \| \| Baurusuchidae \| \| \| \| \| \| Sebecidae \| \| \| \| |
|              | Comahuesuchus                                               |
|              |                                                             |
|              | Pehuenchesuchus                                             |
|              |                                                             |
|              | Razanandrongobe                                             |
|              |                                                             |
|              | Baurusuchidae                                               |
|              |                                                             |
|              | Sebecidae                                                   |
|              |                                                             |

|  | Baurusuchidae |
|  |               |
|  | Sebecidae     |
|  |               |

| Sebecosuchia | \| \| Baurusuchidae \| \| \| \| \| \| Sebecidae \| \| \| \| |
|              | \| \| Baurusuchidae \| \| \| \| \| \| Sebecidae \| \| \| \| |
|              | Comahuesuchus                                               |
|              |                                                             |
|              | Pehuenchesuchus                                             |
|              |                                                             |
|              | Razanandrongobe                                             |
|              |                                                             |
|              | Baurusuchidae                                               |
|              |                                                             |
|              | Sebecidae                                                   |
|              |                                                             |

|  | Baurusuchidae |
|  |               |
|  | Sebecidae     |
|  |               |

|  | Candidodon |
|  |            |
|  | Simosuchus |
|  |            |

|  | Malawisuchus |
|  |              |
|  | Pakasuchus   |
|  |              |

| Sebecosuchia | \| \| Baurusuchidae \| \| \| \| \| \| Sebecidae \| \| \| \| |
|              | \| \| Baurusuchidae \| \| \| \| \| \| Sebecidae \| \| \| \| |
|              | Comahuesuchus                                               |
|              |                                                             |
|              | Pehuenchesuchus                                             |
|              |                                                             |
|              | Razanandrongobe                                             |
|              |                                                             |
|              | Baurusuchidae                                               |
|              |                                                             |
|              | Sebecidae                                                   |
|              |                                                             |

|  | Baurusuchidae |
|  |               |
|  | Sebecidae     |
|  |               |

| Sebecosuchia | \| \| Baurusuchidae \| \| \| \| \| \| Sebecidae \| \| \| \| |
|              | \| \| Baurusuchidae \| \| \| \| \| \| Sebecidae \| \| \| \| |
|              | Comahuesuchus                                               |
|              |                                                             |
|              | Pehuenchesuchus                                             |
|              |                                                             |
|              | Razanandrongobe                                             |
|              |                                                             |
|              | Baurusuchidae                                               |
|              |                                                             |
|              | Sebecidae                                                   |
|              |                                                             |

|  | Baurusuchidae |
|  |               |
|  | Sebecidae     |
|  |               |

|  | Malawisuchus |
|  |              |
|  | Pakasuchus   |
|  |              |

| Sebecosuchia | \| \| Baurusuchidae \| \| \| \| \| \| Sebecidae \| \| \| \| |
|              | \| \| Baurusuchidae \| \| \| \| \| \| Sebecidae \| \| \| \| |
|              | Comahuesuchus                                               |
|              |                                                             |
|              | Pehuenchesuchus                                             |
|              |                                                             |
|              | Razanandrongobe                                             |
|              |                                                             |
|              | Baurusuchidae                                               |
|              |                                                             |
|              | Sebecidae                                                   |
|              |                                                             |

|  | Baurusuchidae |
|  |               |
|  | Sebecidae     |
|  |               |

| Sebecosuchia | \| \| Baurusuchidae \| \| \| \| \| \| Sebecidae \| \| \| \| |
|              | \| \| Baurusuchidae \| \| \| \| \| \| Sebecidae \| \| \| \| |
|              | Comahuesuchus                                               |
|              |                                                             |
|              | Pehuenchesuchus                                             |
|              |                                                             |
|              | Razanandrongobe                                             |
|              |                                                             |
|              | Baurusuchidae                                               |
|              |                                                             |
|              | Sebecidae                                                   |
|              |                                                             |

|  | Baurusuchidae |
|  |               |
|  | Sebecidae     |
|  |               |

|  | Peirosauridae   |
|  |                 |
|  | Uruguaysuchidae |
|  |                 |

|  | Candidodon |
|  |            |
|  | Simosuchus |
|  |            |

|  | Malawisuchus |
|  |              |
|  | Pakasuchus   |
|  |              |

| Sebecosuchia | \| \| Baurusuchidae \| \| \| \| \| \| Sebecidae \| \| \| \| |
|              | \| \| Baurusuchidae \| \| \| \| \| \| Sebecidae \| \| \| \| |
|              | Comahuesuchus                                               |
|              |                                                             |
|              | Pehuenchesuchus                                             |
|              |                                                             |
|              | Razanandrongobe                                             |
|              |                                                             |
|              | Baurusuchidae                                               |
|              |                                                             |
|              | Sebecidae                                                   |
|              |                                                             |

|  | Baurusuchidae |
|  |               |
|  | Sebecidae     |
|  |               |

| Sebecosuchia | \| \| Baurusuchidae \| \| \| \| \| \| Sebecidae \| \| \| \| |
|              | \| \| Baurusuchidae \| \| \| \| \| \| Sebecidae \| \| \| \| |
|              | Comahuesuchus                                               |
|              |                                                             |
|              | Pehuenchesuchus                                             |
|              |                                                             |
|              | Razanandrongobe                                             |
|              |                                                             |
|              | Baurusuchidae                                               |
|              |                                                             |
|              | Sebecidae                                                   |
|              |                                                             |

|  | Baurusuchidae |
|  |               |
|  | Sebecidae     |
|  |               |

|  | Malawisuchus |
|  |              |
|  | Pakasuchus   |
|  |              |

| Sebecosuchia | \| \| Baurusuchidae \| \| \| \| \| \| Sebecidae \| \| \| \| |
|              | \| \| Baurusuchidae \| \| \| \| \| \| Sebecidae \| \| \| \| |
|              | Comahuesuchus                                               |
|              |                                                             |
|              | Pehuenchesuchus                                             |
|              |                                                             |
|              | Razanandrongobe                                             |
|              |                                                             |
|              | Baurusuchidae                                               |
|              |                                                             |
|              | Sebecidae                                                   |
|              |                                                             |

|  | Baurusuchidae |
|  |               |
|  | Sebecidae     |
|  |               |

| Sebecosuchia | \| \| Baurusuchidae \| \| \| \| \| \| Sebecidae \| \| \| \| |
|              | \| \| Baurusuchidae \| \| \| \| \| \| Sebecidae \| \| \| \| |
|              | Comahuesuchus                                               |
|              |                                                             |
|              | Pehuenchesuchus                                             |
|              |                                                             |
|              | Razanandrongobe                                             |
|              |                                                             |
|              | Baurusuchidae                                               |
|              |                                                             |
|              | Sebecidae                                                   |
|              |                                                             |

|  | Baurusuchidae |
|  |               |
|  | Sebecidae     |
|  |               |

|  | Candidodon |
|  |            |
|  | Simosuchus |
|  |            |

|  | Malawisuchus |
|  |              |
|  | Pakasuchus   |
|  |              |

| Sebecosuchia | \| \| Baurusuchidae \| \| \| \| \| \| Sebecidae \| \| \| \| |
|              | \| \| Baurusuchidae \| \| \| \| \| \| Sebecidae \| \| \| \| |
|              | Comahuesuchus                                               |
|              |                                                             |
|              | Pehuenchesuchus                                             |
|              |                                                             |
|              | Razanandrongobe                                             |
|              |                                                             |
|              | Baurusuchidae                                               |
|              |                                                             |
|              | Sebecidae                                                   |
|              |                                                             |

|  | Baurusuchidae |
|  |               |
|  | Sebecidae     |
|  |               |

| Sebecosuchia | \| \| Baurusuchidae \| \| \| \| \| \| Sebecidae \| \| \| \| |
|              | \| \| Baurusuchidae \| \| \| \| \| \| Sebecidae \| \| \| \| |
|              | Comahuesuchus                                               |
|              |                                                             |
|              | Pehuenchesuchus                                             |
|              |                                                             |
|              | Razanandrongobe                                             |
|              |                                                             |
|              | Baurusuchidae                                               |
|              |                                                             |
|              | Sebecidae                                                   |
|              |                                                             |

|  | Baurusuchidae |
|  |               |
|  | Sebecidae     |
|  |               |

|  | Malawisuchus |
|  |              |
|  | Pakasuchus   |
|  |              |

| Sebecosuchia | \| \| Baurusuchidae \| \| \| \| \| \| Sebecidae \| \| \| \| |
|              | \| \| Baurusuchidae \| \| \| \| \| \| Sebecidae \| \| \| \| |
|              | Comahuesuchus                                               |
|              |                                                             |
|              | Pehuenchesuchus                                             |
|              |                                                             |
|              | Razanandrongobe                                             |
|              |                                                             |
|              | Baurusuchidae                                               |
|              |                                                             |
|              | Sebecidae                                                   |
|              |                                                             |

|  | Baurusuchidae |
|  |               |
|  | Sebecidae     |
|  |               |

| Sebecosuchia | \| \| Baurusuchidae \| \| \| \| \| \| Sebecidae \| \| \| \| |
|              | \| \| Baurusuchidae \| \| \| \| \| \| Sebecidae \| \| \| \| |
|              | Comahuesuchus                                               |
|              |                                                             |
|              | Pehuenchesuchus                                             |
|              |                                                             |
|              | Razanandrongobe                                             |
|              |                                                             |
|              | Baurusuchidae                                               |
|              |                                                             |
|              | Sebecidae                                                   |
|              |                                                             |

|  | Baurusuchidae |
|  |               |
|  | Sebecidae     |
|  |               |

|  | Candidodon |
|  |            |
|  | Simosuchus |
|  |            |

|  | Malawisuchus |
|  |              |
|  | Pakasuchus   |
|  |              |

| Sebecosuchia | \| \| Baurusuchidae \| \| \| \| \| \| Sebecidae \| \| \| \| |
|              | \| \| Baurusuchidae \| \| \| \| \| \| Sebecidae \| \| \| \| |
|              | Comahuesuchus                                               |
|              |                                                             |
|              | Pehuenchesuchus                                             |
|              |                                                             |
|              | Razanandrongobe                                             |
|              |                                                             |
|              | Baurusuchidae                                               |
|              |                                                             |
|              | Sebecidae                                                   |
|              |                                                             |

|  | Baurusuchidae |
|  |               |
|  | Sebecidae     |
|  |               |

| Sebecosuchia | \| \| Baurusuchidae \| \| \| \| \| \| Sebecidae \| \| \| \| |
|              | \| \| Baurusuchidae \| \| \| \| \| \| Sebecidae \| \| \| \| |
|              | Comahuesuchus                                               |
|              |                                                             |
|              | Pehuenchesuchus                                             |
|              |                                                             |
|              | Razanandrongobe                                             |
|              |                                                             |
|              | Baurusuchidae                                               |
|              |                                                             |
|              | Sebecidae                                                   |
|              |                                                             |

|  | Baurusuchidae |
|  |               |
|  | Sebecidae     |
|  |               |

|  | Malawisuchus |
|  |              |
|  | Pakasuchus   |
|  |              |

| Sebecosuchia | \| \| Baurusuchidae \| \| \| \| \| \| Sebecidae \| \| \| \| |
|              | \| \| Baurusuchidae \| \| \| \| \| \| Sebecidae \| \| \| \| |
|              | Comahuesuchus                                               |
|              |                                                             |
|              | Pehuenchesuchus                                             |
|              |                                                             |
|              | Razanandrongobe                                             |
|              |                                                             |
|              | Baurusuchidae                                               |
|              |                                                             |
|              | Sebecidae                                                   |
|              |                                                             |

|  | Baurusuchidae |
|  |               |
|  | Sebecidae     |
|  |               |

| Sebecosuchia | \| \| Baurusuchidae \| \| \| \| \| \| Sebecidae \| \| \| \| |
|              | \| \| Baurusuchidae \| \| \| \| \| \| Sebecidae \| \| \| \| |
|              | Comahuesuchus                                               |
|              |                                                             |
|              | Pehuenchesuchus                                             |
|              |                                                             |
|              | Razanandrongobe                                             |
|              |                                                             |
|              | Baurusuchidae                                               |
|              |                                                             |
|              | Sebecidae                                                   |
|              |                                                             |

|  | Baurusuchidae |
|  |               |
|  | Sebecidae     |
|  |               |

|  | Candidodon |
|  |            |
|  | Simosuchus |
|  |            |

|  | Malawisuchus |
|  |              |
|  | Pakasuchus   |
|  |              |

| Sebecosuchia | \| \| Baurusuchidae \| \| \| \| \| \| Sebecidae \| \| \| \| |
|              | \| \| Baurusuchidae \| \| \| \| \| \| Sebecidae \| \| \| \| |
|              | Comahuesuchus                                               |
|              |                                                             |
|              | Pehuenchesuchus                                             |
|              |                                                             |
|              | Razanandrongobe                                             |
|              |                                                             |
|              | Baurusuchidae                                               |
|              |                                                             |
|              | Sebecidae                                                   |
|              |                                                             |

|  | Baurusuchidae |
|  |               |
|  | Sebecidae     |
|  |               |

| Sebecosuchia | \| \| Baurusuchidae \| \| \| \| \| \| Sebecidae \| \| \| \| |
|              | \| \| Baurusuchidae \| \| \| \| \| \| Sebecidae \| \| \| \| |
|              | Comahuesuchus                                               |
|              |                                                             |
|              | Pehuenchesuchus                                             |
|              |                                                             |
|              | Razanandrongobe                                             |
|              |                                                             |
|              | Baurusuchidae                                               |
|              |                                                             |
|              | Sebecidae                                                   |
|              |                                                             |

|  | Baurusuchidae |
|  |               |
|  | Sebecidae     |
|  |               |

|  | Malawisuchus |
|  |              |
|  | Pakasuchus   |
|  |              |

| Sebecosuchia | \| \| Baurusuchidae \| \| \| \| \| \| Sebecidae \| \| \| \| |
|              | \| \| Baurusuchidae \| \| \| \| \| \| Sebecidae \| \| \| \| |
|              | Comahuesuchus                                               |
|              |                                                             |
|              | Pehuenchesuchus                                             |
|              |                                                             |
|              | Razanandrongobe                                             |
|              |                                                             |
|              | Baurusuchidae                                               |
|              |                                                             |
|              | Sebecidae                                                   |
|              |                                                             |

|  | Baurusuchidae |
|  |               |
|  | Sebecidae     |
|  |               |

| Sebecosuchia | \| \| Baurusuchidae \| \| \| \| \| \| Sebecidae \| \| \| \| |
|              | \| \| Baurusuchidae \| \| \| \| \| \| Sebecidae \| \| \| \| |
|              | Comahuesuchus                                               |
|              |                                                             |
|              | Pehuenchesuchus                                             |
|              |                                                             |
|              | Razanandrongobe                                             |
|              |                                                             |
|              | Baurusuchidae                                               |
|              |                                                             |
|              | Sebecidae                                                   |
|              |                                                             |

|  | Baurusuchidae |
|  |               |
|  | Sebecidae     |
|  |               |

|  | Peirosauridae   |
|  |                 |
|  | Uruguaysuchidae |
|  |                 |

|  | Candidodon |
|  |            |
|  | Simosuchus |
|  |            |

|  | Malawisuchus |
|  |              |
|  | Pakasuchus   |
|  |              |

| Sebecosuchia | \| \| Baurusuchidae \| \| \| \| \| \| Sebecidae \| \| \| \| |
|              | \| \| Baurusuchidae \| \| \| \| \| \| Sebecidae \| \| \| \| |
|              | Comahuesuchus                                               |
|              |                                                             |
|              | Pehuenchesuchus                                             |
|              |                                                             |
|              | Razanandrongobe                                             |
|              |                                                             |
|              | Baurusuchidae                                               |
|              |                                                             |
|              | Sebecidae                                                   |
|              |                                                             |

|  | Baurusuchidae |
|  |               |
|  | Sebecidae     |
|  |               |

| Sebecosuchia | \| \| Baurusuchidae \| \| \| \| \| \| Sebecidae \| \| \| \| |
|              | \| \| Baurusuchidae \| \| \| \| \| \| Sebecidae \| \| \| \| |
|              | Comahuesuchus                                               |
|              |                                                             |
|              | Pehuenchesuchus                                             |
|              |                                                             |
|              | Razanandrongobe                                             |
|              |                                                             |
|              | Baurusuchidae                                               |
|              |                                                             |
|              | Sebecidae                                                   |
|              |                                                             |

|  | Baurusuchidae |
|  |               |
|  | Sebecidae     |
|  |               |

|  | Malawisuchus |
|  |              |
|  | Pakasuchus   |
|  |              |

| Sebecosuchia | \| \| Baurusuchidae \| \| \| \| \| \| Sebecidae \| \| \| \| |
|              | \| \| Baurusuchidae \| \| \| \| \| \| Sebecidae \| \| \| \| |
|              | Comahuesuchus                                               |
|              |                                                             |
|              | Pehuenchesuchus                                             |
|              |                                                             |
|              | Razanandrongobe                                             |
|              |                                                             |
|              | Baurusuchidae                                               |
|              |                                                             |
|              | Sebecidae                                                   |
|              |                                                             |

|  | Baurusuchidae |
|  |               |
|  | Sebecidae     |
|  |               |

| Sebecosuchia | \| \| Baurusuchidae \| \| \| \| \| \| Sebecidae \| \| \| \| |
|              | \| \| Baurusuchidae \| \| \| \| \| \| Sebecidae \| \| \| \| |
|              | Comahuesuchus                                               |
|              |                                                             |
|              | Pehuenchesuchus                                             |
|              |                                                             |
|              | Razanandrongobe                                             |
|              |                                                             |
|              | Baurusuchidae                                               |
|              |                                                             |
|              | Sebecidae                                                   |
|              |                                                             |

|  | Baurusuchidae |
|  |               |
|  | Sebecidae     |
|  |               |

|  | Candidodon |
|  |            |
|  | Simosuchus |
|  |            |

|  | Malawisuchus |
|  |              |
|  | Pakasuchus   |
|  |              |

| Sebecosuchia | \| \| Baurusuchidae \| \| \| \| \| \| Sebecidae \| \| \| \| |
|              | \| \| Baurusuchidae \| \| \| \| \| \| Sebecidae \| \| \| \| |
|              | Comahuesuchus                                               |
|              |                                                             |
|              | Pehuenchesuchus                                             |
|              |                                                             |
|              | Razanandrongobe                                             |
|              |                                                             |
|              | Baurusuchidae                                               |
|              |                                                             |
|              | Sebecidae                                                   |
|              |                                                             |

|  | Baurusuchidae |
|  |               |
|  | Sebecidae     |
|  |               |

| Sebecosuchia | \| \| Baurusuchidae \| \| \| \| \| \| Sebecidae \| \| \| \| |
|              | \| \| Baurusuchidae \| \| \| \| \| \| Sebecidae \| \| \| \| |
|              | Comahuesuchus                                               |
|              |                                                             |
|              | Pehuenchesuchus                                             |
|              |                                                             |
|              | Razanandrongobe                                             |
|              |                                                             |
|              | Baurusuchidae                                               |
|              |                                                             |
|              | Sebecidae                                                   |
|              |                                                             |

|  | Baurusuchidae |
|  |               |
|  | Sebecidae     |
|  |               |

|  | Malawisuchus |
|  |              |
|  | Pakasuchus   |
|  |              |

| Sebecosuchia | \| \| Baurusuchidae \| \| \| \| \| \| Sebecidae \| \| \| \| |
|              | \| \| Baurusuchidae \| \| \| \| \| \| Sebecidae \| \| \| \| |
|              | Comahuesuchus                                               |
|              |                                                             |
|              | Pehuenchesuchus                                             |
|              |                                                             |
|              | Razanandrongobe                                             |
|              |                                                             |
|              | Baurusuchidae                                               |
|              |                                                             |
|              | Sebecidae                                                   |
|              |                                                             |

|  | Baurusuchidae |
|  |               |
|  | Sebecidae     |
|  |               |

| Sebecosuchia | \| \| Baurusuchidae \| \| \| \| \| \| Sebecidae \| \| \| \| |
|              | \| \| Baurusuchidae \| \| \| \| \| \| Sebecidae \| \| \| \| |
|              | Comahuesuchus                                               |
|              |                                                             |
|              | Pehuenchesuchus                                             |
|              |                                                             |
|              | Razanandrongobe                                             |
|              |                                                             |
|              | Baurusuchidae                                               |
|              |                                                             |
|              | Sebecidae                                                   |
|              |                                                             |

|  | Baurusuchidae |
|  |               |
|  | Sebecidae     |
|  |               |

|  | Candidodon |
|  |            |
|  | Simosuchus |
|  |            |

|  | Malawisuchus |
|  |              |
|  | Pakasuchus   |
|  |              |

| Sebecosuchia | \| \| Baurusuchidae \| \| \| \| \| \| Sebecidae \| \| \| \| |
|              | \| \| Baurusuchidae \| \| \| \| \| \| Sebecidae \| \| \| \| |
|              | Comahuesuchus                                               |
|              |                                                             |
|              | Pehuenchesuchus                                             |
|              |                                                             |
|              | Razanandrongobe                                             |
|              |                                                             |
|              | Baurusuchidae                                               |
|              |                                                             |
|              | Sebecidae                                                   |
|              |                                                             |

|  | Baurusuchidae |
|  |               |
|  | Sebecidae     |
|  |               |

| Sebecosuchia | \| \| Baurusuchidae \| \| \| \| \| \| Sebecidae \| \| \| \| |
|              | \| \| Baurusuchidae \| \| \| \| \| \| Sebecidae \| \| \| \| |
|              | Comahuesuchus                                               |
|              |                                                             |
|              | Pehuenchesuchus                                             |
|              |                                                             |
|              | Razanandrongobe                                             |
|              |                                                             |
|              | Baurusuchidae                                               |
|              |                                                             |
|              | Sebecidae                                                   |
|              |                                                             |

|  | Baurusuchidae |
|  |               |
|  | Sebecidae     |
|  |               |

|  | Malawisuchus |
|  |              |
|  | Pakasuchus   |
|  |              |

| Sebecosuchia | \| \| Baurusuchidae \| \| \| \| \| \| Sebecidae \| \| \| \| |
|              | \| \| Baurusuchidae \| \| \| \| \| \| Sebecidae \| \| \| \| |
|              | Comahuesuchus                                               |
|              |                                                             |
|              | Pehuenchesuchus                                             |
|              |                                                             |
|              | Razanandrongobe                                             |
|              |                                                             |
|              | Baurusuchidae                                               |
|              |                                                             |
|              | Sebecidae                                                   |
|              |                                                             |

|  | Baurusuchidae |
|  |               |
|  | Sebecidae     |
|  |               |

| Sebecosuchia | \| \| Baurusuchidae \| \| \| \| \| \| Sebecidae \| \| \| \| |
|              | \| \| Baurusuchidae \| \| \| \| \| \| Sebecidae \| \| \| \| |
|              | Comahuesuchus                                               |
|              |                                                             |
|              | Pehuenchesuchus                                             |
|              |                                                             |
|              | Razanandrongobe                                             |
|              |                                                             |
|              | Baurusuchidae                                               |
|              |                                                             |
|              | Sebecidae                                                   |
|              |                                                             |

|  | Baurusuchidae |
|  |               |
|  | Sebecidae     |
|  |               |

|  | Candidodon |
|  |            |
|  | Simosuchus |
|  |            |

|  | Malawisuchus |
|  |              |
|  | Pakasuchus   |
|  |              |

| Sebecosuchia | \| \| Baurusuchidae \| \| \| \| \| \| Sebecidae \| \| \| \| |
|              | \| \| Baurusuchidae \| \| \| \| \| \| Sebecidae \| \| \| \| |
|              | Comahuesuchus                                               |
|              |                                                             |
|              | Pehuenchesuchus                                             |
|              |                                                             |
|              | Razanandrongobe                                             |
|              |                                                             |
|              | Baurusuchidae                                               |
|              |                                                             |
|              | Sebecidae                                                   |
|              |                                                             |

|  | Baurusuchidae |
|  |               |
|  | Sebecidae     |
|  |               |

| Sebecosuchia | \| \| Baurusuchidae \| \| \| \| \| \| Sebecidae \| \| \| \| |
|              | \| \| Baurusuchidae \| \| \| \| \| \| Sebecidae \| \| \| \| |
|              | Comahuesuchus                                               |
|              |                                                             |
|              | Pehuenchesuchus                                             |
|              |                                                             |
|              | Razanandrongobe                                             |
|              |                                                             |
|              | Baurusuchidae                                               |
|              |                                                             |
|              | Sebecidae                                                   |
|              |                                                             |

|  | Baurusuchidae |
|  |               |
|  | Sebecidae     |
|  |               |

|  | Malawisuchus |
|  |              |
|  | Pakasuchus   |
|  |              |

| Sebecosuchia | \| \| Baurusuchidae \| \| \| \| \| \| Sebecidae \| \| \| \| |
|              | \| \| Baurusuchidae \| \| \| \| \| \| Sebecidae \| \| \| \| |
|              | Comahuesuchus                                               |
|              |                                                             |
|              | Pehuenchesuchus                                             |
|              |                                                             |
|              | Razanandrongobe                                             |
|              |                                                             |
|              | Baurusuchidae                                               |
|              |                                                             |
|              | Sebecidae                                                   |
|              |                                                             |

|  | Baurusuchidae |
|  |               |
|  | Sebecidae     |
|  |               |

| Sebecosuchia | \| \| Baurusuchidae \| \| \| \| \| \| Sebecidae \| \| \| \| |
|              | \| \| Baurusuchidae \| \| \| \| \| \| Sebecidae \| \| \| \| |
|              | Comahuesuchus                                               |
|              |                                                             |
|              | Pehuenchesuchus                                             |
|              |                                                             |
|              | Razanandrongobe                                             |
|              |                                                             |
|              | Baurusuchidae                                               |
|              |                                                             |
|              | Sebecidae                                                   |
|              |                                                             |

|  | Baurusuchidae |
|  |               |
|  | Sebecidae     |
|  |               |

|  | Peirosauridae   |
|  |                 |
|  | Uruguaysuchidae |
|  |                 |

|  | Candidodon |
|  |            |
|  | Simosuchus |
|  |            |

|  | Malawisuchus |
|  |              |
|  | Pakasuchus   |
|  |              |

| Sebecosuchia | \| \| Baurusuchidae \| \| \| \| \| \| Sebecidae \| \| \| \| |
|              | \| \| Baurusuchidae \| \| \| \| \| \| Sebecidae \| \| \| \| |
|              | Comahuesuchus                                               |
|              |                                                             |
|              | Pehuenchesuchus                                             |
|              |                                                             |
|              | Razanandrongobe                                             |
|              |                                                             |
|              | Baurusuchidae                                               |
|              |                                                             |
|              | Sebecidae                                                   |
|              |                                                             |

|  | Baurusuchidae |
|  |               |
|  | Sebecidae     |
|  |               |

| Sebecosuchia | \| \| Baurusuchidae \| \| \| \| \| \| Sebecidae \| \| \| \| |
|              | \| \| Baurusuchidae \| \| \| \| \| \| Sebecidae \| \| \| \| |
|              | Comahuesuchus                                               |
|              |                                                             |
|              | Pehuenchesuchus                                             |
|              |                                                             |
|              | Razanandrongobe                                             |
|              |                                                             |
|              | Baurusuchidae                                               |
|              |                                                             |
|              | Sebecidae                                                   |
|              |                                                             |

|  | Baurusuchidae |
|  |               |
|  | Sebecidae     |
|  |               |

|  | Malawisuchus |
|  |              |
|  | Pakasuchus   |
|  |              |

| Sebecosuchia | \| \| Baurusuchidae \| \| \| \| \| \| Sebecidae \| \| \| \| |
|              | \| \| Baurusuchidae \| \| \| \| \| \| Sebecidae \| \| \| \| |
|              | Comahuesuchus                                               |
|              |                                                             |
|              | Pehuenchesuchus                                             |
|              |                                                             |
|              | Razanandrongobe                                             |
|              |                                                             |
|              | Baurusuchidae                                               |
|              |                                                             |
|              | Sebecidae                                                   |
|              |                                                             |

|  | Baurusuchidae |
|  |               |
|  | Sebecidae     |
|  |               |

| Sebecosuchia | \| \| Baurusuchidae \| \| \| \| \| \| Sebecidae \| \| \| \| |
|              | \| \| Baurusuchidae \| \| \| \| \| \| Sebecidae \| \| \| \| |
|              | Comahuesuchus                                               |
|              |                                                             |
|              | Pehuenchesuchus                                             |
|              |                                                             |
|              | Razanandrongobe                                             |
|              |                                                             |
|              | Baurusuchidae                                               |
|              |                                                             |
|              | Sebecidae                                                   |
|              |                                                             |

|  | Baurusuchidae |
|  |               |
|  | Sebecidae     |
|  |               |

|  | Candidodon |
|  |            |
|  | Simosuchus |
|  |            |

|  | Malawisuchus |
|  |              |
|  | Pakasuchus   |
|  |              |

| Sebecosuchia | \| \| Baurusuchidae \| \| \| \| \| \| Sebecidae \| \| \| \| |
|              | \| \| Baurusuchidae \| \| \| \| \| \| Sebecidae \| \| \| \| |
|              | Comahuesuchus                                               |
|              |                                                             |
|              | Pehuenchesuchus                                             |
|              |                                                             |
|              | Razanandrongobe                                             |
|              |                                                             |
|              | Baurusuchidae                                               |
|              |                                                             |
|              | Sebecidae                                                   |
|              |                                                             |

|  | Baurusuchidae |
|  |               |
|  | Sebecidae     |
|  |               |

| Sebecosuchia | \| \| Baurusuchidae \| \| \| \| \| \| Sebecidae \| \| \| \| |
|              | \| \| Baurusuchidae \| \| \| \| \| \| Sebecidae \| \| \| \| |
|              | Comahuesuchus                                               |
|              |                                                             |
|              | Pehuenchesuchus                                             |
|              |                                                             |
|              | Razanandrongobe                                             |
|              |                                                             |
|              | Baurusuchidae                                               |
|              |                                                             |
|              | Sebecidae                                                   |
|              |                                                             |

|  | Baurusuchidae |
|  |               |
|  | Sebecidae     |
|  |               |

|  | Malawisuchus |
|  |              |
|  | Pakasuchus   |
|  |              |

| Sebecosuchia | \| \| Baurusuchidae \| \| \| \| \| \| Sebecidae \| \| \| \| |
|              | \| \| Baurusuchidae \| \| \| \| \| \| Sebecidae \| \| \| \| |
|              | Comahuesuchus                                               |
|              |                                                             |
|              | Pehuenchesuchus                                             |
|              |                                                             |
|              | Razanandrongobe                                             |
|              |                                                             |
|              | Baurusuchidae                                               |
|              |                                                             |
|              | Sebecidae                                                   |
|              |                                                             |

|  | Baurusuchidae |
|  |               |
|  | Sebecidae     |
|  |               |

| Sebecosuchia | \| \| Baurusuchidae \| \| \| \| \| \| Sebecidae \| \| \| \| |
|              | \| \| Baurusuchidae \| \| \| \| \| \| Sebecidae \| \| \| \| |
|              | Comahuesuchus                                               |
|              |                                                             |
|              | Pehuenchesuchus                                             |
|              |                                                             |
|              | Razanandrongobe                                             |
|              |                                                             |
|              | Baurusuchidae                                               |
|              |                                                             |
|              | Sebecidae                                                   |
|              |                                                             |

|  | Baurusuchidae |
|  |               |
|  | Sebecidae     |
|  |               |

|  | Candidodon |
|  |            |
|  | Simosuchus |
|  |            |

|  | Malawisuchus |
|  |              |
|  | Pakasuchus   |
|  |              |

| Sebecosuchia | \| \| Baurusuchidae \| \| \| \| \| \| Sebecidae \| \| \| \| |
|              | \| \| Baurusuchidae \| \| \| \| \| \| Sebecidae \| \| \| \| |
|              | Comahuesuchus                                               |
|              |                                                             |
|              | Pehuenchesuchus                                             |
|              |                                                             |
|              | Razanandrongobe                                             |
|              |                                                             |
|              | Baurusuchidae                                               |
|              |                                                             |
|              | Sebecidae                                                   |
|              |                                                             |

|  | Baurusuchidae |
|  |               |
|  | Sebecidae     |
|  |               |

| Sebecosuchia | \| \| Baurusuchidae \| \| \| \| \| \| Sebecidae \| \| \| \| |
|              | \| \| Baurusuchidae \| \| \| \| \| \| Sebecidae \| \| \| \| |
|              | Comahuesuchus                                               |
|              |                                                             |
|              | Pehuenchesuchus                                             |
|              |                                                             |
|              | Razanandrongobe                                             |
|              |                                                             |
|              | Baurusuchidae                                               |
|              |                                                             |
|              | Sebecidae                                                   |
|              |                                                             |

|  | Baurusuchidae |
|  |               |
|  | Sebecidae     |
|  |               |

|  | Malawisuchus |
|  |              |
|  | Pakasuchus   |
|  |              |

| Sebecosuchia | \| \| Baurusuchidae \| \| \| \| \| \| Sebecidae \| \| \| \| |
|              | \| \| Baurusuchidae \| \| \| \| \| \| Sebecidae \| \| \| \| |
|              | Comahuesuchus                                               |
|              |                                                             |
|              | Pehuenchesuchus                                             |
|              |                                                             |
|              | Razanandrongobe                                             |
|              |                                                             |
|              | Baurusuchidae                                               |
|              |                                                             |
|              | Sebecidae                                                   |
|              |                                                             |

|  | Baurusuchidae |
|  |               |
|  | Sebecidae     |
|  |               |

| Sebecosuchia | \| \| Baurusuchidae \| \| \| \| \| \| Sebecidae \| \| \| \| |
|              | \| \| Baurusuchidae \| \| \| \| \| \| Sebecidae \| \| \| \| |
|              | Comahuesuchus                                               |
|              |                                                             |
|              | Pehuenchesuchus                                             |
|              |                                                             |
|              | Razanandrongobe                                             |
|              |                                                             |
|              | Baurusuchidae                                               |
|              |                                                             |
|              | Sebecidae                                                   |
|              |                                                             |

|  | Baurusuchidae |
|  |               |
|  | Sebecidae     |
|  |               |

|  | Candidodon |
|  |            |
|  | Simosuchus |
|  |            |

|  | Malawisuchus |
|  |              |
|  | Pakasuchus   |
|  |              |

| Sebecosuchia | \| \| Baurusuchidae \| \| \| \| \| \| Sebecidae \| \| \| \| |
|              | \| \| Baurusuchidae \| \| \| \| \| \| Sebecidae \| \| \| \| |
|              | Comahuesuchus                                               |
|              |                                                             |
|              | Pehuenchesuchus                                             |
|              |                                                             |
|              | Razanandrongobe                                             |
|              |                                                             |
|              | Baurusuchidae                                               |
|              |                                                             |
|              | Sebecidae                                                   |
|              |                                                             |

|  | Baurusuchidae |
|  |               |
|  | Sebecidae     |
|  |               |

| Sebecosuchia | \| \| Baurusuchidae \| \| \| \| \| \| Sebecidae \| \| \| \| |
|              | \| \| Baurusuchidae \| \| \| \| \| \| Sebecidae \| \| \| \| |
|              | Comahuesuchus                                               |
|              |                                                             |
|              | Pehuenchesuchus                                             |
|              |                                                             |
|              | Razanandrongobe                                             |
|              |                                                             |
|              | Baurusuchidae                                               |
|              |                                                             |
|              | Sebecidae                                                   |
|              |                                                             |

|  | Baurusuchidae |
|  |               |
|  | Sebecidae     |
|  |               |

|  | Malawisuchus |
|  |              |
|  | Pakasuchus   |
|  |              |

| Sebecosuchia | \| \| Baurusuchidae \| \| \| \| \| \| Sebecidae \| \| \| \| |
|              | \| \| Baurusuchidae \| \| \| \| \| \| Sebecidae \| \| \| \| |
|              | Comahuesuchus                                               |
|              |                                                             |
|              | Pehuenchesuchus                                             |
|              |                                                             |
|              | Razanandrongobe                                             |
|              |                                                             |
|              | Baurusuchidae                                               |
|              |                                                             |
|              | Sebecidae                                                   |
|              |                                                             |

|  | Baurusuchidae |
|  |               |
|  | Sebecidae     |
|  |               |

| Sebecosuchia | \| \| Baurusuchidae \| \| \| \| \| \| Sebecidae \| \| \| \| |
|              | \| \| Baurusuchidae \| \| \| \| \| \| Sebecidae \| \| \| \| |
|              | Comahuesuchus                                               |
|              |                                                             |
|              | Pehuenchesuchus                                             |
|              |                                                             |
|              | Razanandrongobe                                             |
|              |                                                             |
|              | Baurusuchidae                                               |
|              |                                                             |
|              | Sebecidae                                                   |
|              |                                                             |

|  | Baurusuchidae |
|  |               |
|  | Sebecidae     |
|  |               |

|  | Peirosauridae   |
|  |                 |
|  | Uruguaysuchidae |
|  |                 |

|  | Candidodon |
|  |            |
|  | Simosuchus |
|  |            |

|  | Malawisuchus |
|  |              |
|  | Pakasuchus   |
|  |              |

| Sebecosuchia | \| \| Baurusuchidae \| \| \| \| \| \| Sebecidae \| \| \| \| |
|              | \| \| Baurusuchidae \| \| \| \| \| \| Sebecidae \| \| \| \| |
|              | Comahuesuchus                                               |
|              |                                                             |
|              | Pehuenchesuchus                                             |
|              |                                                             |
|              | Razanandrongobe                                             |
|              |                                                             |
|              | Baurusuchidae                                               |
|              |                                                             |
|              | Sebecidae                                                   |
|              |                                                             |

|  | Baurusuchidae |
|  |               |
|  | Sebecidae     |
|  |               |

| Sebecosuchia | \| \| Baurusuchidae \| \| \| \| \| \| Sebecidae \| \| \| \| |
|              | \| \| Baurusuchidae \| \| \| \| \| \| Sebecidae \| \| \| \| |
|              | Comahuesuchus                                               |
|              |                                                             |
|              | Pehuenchesuchus                                             |
|              |                                                             |
|              | Razanandrongobe                                             |
|              |                                                             |
|              | Baurusuchidae                                               |
|              |                                                             |
|              | Sebecidae                                                   |
|              |                                                             |

|  | Baurusuchidae |
|  |               |
|  | Sebecidae     |
|  |               |

|  | Malawisuchus |
|  |              |
|  | Pakasuchus   |
|  |              |

| Sebecosuchia | \| \| Baurusuchidae \| \| \| \| \| \| Sebecidae \| \| \| \| |
|              | \| \| Baurusuchidae \| \| \| \| \| \| Sebecidae \| \| \| \| |
|              | Comahuesuchus                                               |
|              |                                                             |
|              | Pehuenchesuchus                                             |
|              |                                                             |
|              | Razanandrongobe                                             |
|              |                                                             |
|              | Baurusuchidae                                               |
|              |                                                             |
|              | Sebecidae                                                   |
|              |                                                             |

|  | Baurusuchidae |
|  |               |
|  | Sebecidae     |
|  |               |

| Sebecosuchia | \| \| Baurusuchidae \| \| \| \| \| \| Sebecidae \| \| \| \| |
|              | \| \| Baurusuchidae \| \| \| \| \| \| Sebecidae \| \| \| \| |
|              | Comahuesuchus                                               |
|              |                                                             |
|              | Pehuenchesuchus                                             |
|              |                                                             |
|              | Razanandrongobe                                             |
|              |                                                             |
|              | Baurusuchidae                                               |
|              |                                                             |
|              | Sebecidae                                                   |
|              |                                                             |

|  | Baurusuchidae |
|  |               |
|  | Sebecidae     |
|  |               |

|  | Candidodon |
|  |            |
|  | Simosuchus |
|  |            |

|  | Malawisuchus |
|  |              |
|  | Pakasuchus   |
|  |              |

| Sebecosuchia | \| \| Baurusuchidae \| \| \| \| \| \| Sebecidae \| \| \| \| |
|              | \| \| Baurusuchidae \| \| \| \| \| \| Sebecidae \| \| \| \| |
|              | Comahuesuchus                                               |
|              |                                                             |
|              | Pehuenchesuchus                                             |
|              |                                                             |
|              | Razanandrongobe                                             |
|              |                                                             |
|              | Baurusuchidae                                               |
|              |                                                             |
|              | Sebecidae                                                   |
|              |                                                             |

|  | Baurusuchidae |
|  |               |
|  | Sebecidae     |
|  |               |

| Sebecosuchia | \| \| Baurusuchidae \| \| \| \| \| \| Sebecidae \| \| \| \| |
|              | \| \| Baurusuchidae \| \| \| \| \| \| Sebecidae \| \| \| \| |
|              | Comahuesuchus                                               |
|              |                                                             |
|              | Pehuenchesuchus                                             |
|              |                                                             |
|              | Razanandrongobe                                             |
|              |                                                             |
|              | Baurusuchidae                                               |
|              |                                                             |
|              | Sebecidae                                                   |
|              |                                                             |

|  | Baurusuchidae |
|  |               |
|  | Sebecidae     |
|  |               |

|  | Malawisuchus |
|  |              |
|  | Pakasuchus   |
|  |              |

| Sebecosuchia | \| \| Baurusuchidae \| \| \| \| \| \| Sebecidae \| \| \| \| |
|              | \| \| Baurusuchidae \| \| \| \| \| \| Sebecidae \| \| \| \| |
|              | Comahuesuchus                                               |
|              |                                                             |
|              | Pehuenchesuchus                                             |
|              |                                                             |
|              | Razanandrongobe                                             |
|              |                                                             |
|              | Baurusuchidae                                               |
|              |                                                             |
|              | Sebecidae                                                   |
|              |                                                             |

|  | Baurusuchidae |
|  |               |
|  | Sebecidae     |
|  |               |

| Sebecosuchia | \| \| Baurusuchidae \| \| \| \| \| \| Sebecidae \| \| \| \| |
|              | \| \| Baurusuchidae \| \| \| \| \| \| Sebecidae \| \| \| \| |
|              | Comahuesuchus                                               |
|              |                                                             |
|              | Pehuenchesuchus                                             |
|              |                                                             |
|              | Razanandrongobe                                             |
|              |                                                             |
|              | Baurusuchidae                                               |
|              |                                                             |
|              | Sebecidae                                                   |
|              |                                                             |

|  | Baurusuchidae |
|  |               |
|  | Sebecidae     |
|  |               |

|  | Candidodon |
|  |            |
|  | Simosuchus |
|  |            |

|  | Malawisuchus |
|  |              |
|  | Pakasuchus   |
|  |              |

| Sebecosuchia | \| \| Baurusuchidae \| \| \| \| \| \| Sebecidae \| \| \| \| |
|              | \| \| Baurusuchidae \| \| \| \| \| \| Sebecidae \| \| \| \| |
|              | Comahuesuchus                                               |
|              |                                                             |
|              | Pehuenchesuchus                                             |
|              |                                                             |
|              | Razanandrongobe                                             |
|              |                                                             |
|              | Baurusuchidae                                               |
|              |                                                             |
|              | Sebecidae                                                   |
|              |                                                             |

|  | Baurusuchidae |
|  |               |
|  | Sebecidae     |
|  |               |

| Sebecosuchia | \| \| Baurusuchidae \| \| \| \| \| \| Sebecidae \| \| \| \| |
|              | \| \| Baurusuchidae \| \| \| \| \| \| Sebecidae \| \| \| \| |
|              | Comahuesuchus                                               |
|              |                                                             |
|              | Pehuenchesuchus                                             |
|              |                                                             |
|              | Razanandrongobe                                             |
|              |                                                             |
|              | Baurusuchidae                                               |
|              |                                                             |
|              | Sebecidae                                                   |
|              |                                                             |

|  | Baurusuchidae |
|  |               |
|  | Sebecidae     |
|  |               |

|  | Malawisuchus |
|  |              |
|  | Pakasuchus   |
|  |              |

| Sebecosuchia | \| \| Baurusuchidae \| \| \| \| \| \| Sebecidae \| \| \| \| |
|              | \| \| Baurusuchidae \| \| \| \| \| \| Sebecidae \| \| \| \| |
|              | Comahuesuchus                                               |
|              |                                                             |
|              | Pehuenchesuchus                                             |
|              |                                                             |
|              | Razanandrongobe                                             |
|              |                                                             |
|              | Baurusuchidae                                               |
|              |                                                             |
|              | Sebecidae                                                   |
|              |                                                             |

|  | Baurusuchidae |
|  |               |
|  | Sebecidae     |
|  |               |

| Sebecosuchia | \| \| Baurusuchidae \| \| \| \| \| \| Sebecidae \| \| \| \| |
|              | \| \| Baurusuchidae \| \| \| \| \| \| Sebecidae \| \| \| \| |
|              | Comahuesuchus                                               |
|              |                                                             |
|              | Pehuenchesuchus                                             |
|              |                                                             |
|              | Razanandrongobe                                             |
|              |                                                             |
|              | Baurusuchidae                                               |
|              |                                                             |
|              | Sebecidae                                                   |
|              |                                                             |

|  | Baurusuchidae |
|  |               |
|  | Sebecidae     |
|  |               |

|  | Candidodon |
|  |            |
|  | Simosuchus |
|  |            |

|  | Malawisuchus |
|  |              |
|  | Pakasuchus   |
|  |              |

| Sebecosuchia | \| \| Baurusuchidae \| \| \| \| \| \| Sebecidae \| \| \| \| |
|              | \| \| Baurusuchidae \| \| \| \| \| \| Sebecidae \| \| \| \| |
|              | Comahuesuchus                                               |
|              |                                                             |
|              | Pehuenchesuchus                                             |
|              |                                                             |
|              | Razanandrongobe                                             |
|              |                                                             |
|              | Baurusuchidae                                               |
|              |                                                             |
|              | Sebecidae                                                   |
|              |                                                             |

|  | Baurusuchidae |
|  |               |
|  | Sebecidae     |
|  |               |

| Sebecosuchia | \| \| Baurusuchidae \| \| \| \| \| \| Sebecidae \| \| \| \| |
|              | \| \| Baurusuchidae \| \| \| \| \| \| Sebecidae \| \| \| \| |
|              | Comahuesuchus                                               |
|              |                                                             |
|              | Pehuenchesuchus                                             |
|              |                                                             |
|              | Razanandrongobe                                             |
|              |                                                             |
|              | Baurusuchidae                                               |
|              |                                                             |
|              | Sebecidae                                                   |
|              |                                                             |

|  | Baurusuchidae |
|  |               |
|  | Sebecidae     |
|  |               |

|  | Malawisuchus |
|  |              |
|  | Pakasuchus   |
|  |              |

| Sebecosuchia | \| \| Baurusuchidae \| \| \| \| \| \| Sebecidae \| \| \| \| |
|              | \| \| Baurusuchidae \| \| \| \| \| \| Sebecidae \| \| \| \| |
|              | Comahuesuchus                                               |
|              |                                                             |
|              | Pehuenchesuchus                                             |
|              |                                                             |
|              | Razanandrongobe                                             |
|              |                                                             |
|              | Baurusuchidae                                               |
|              |                                                             |
|              | Sebecidae                                                   |
|              |                                                             |

|  | Baurusuchidae |
|  |               |
|  | Sebecidae     |
|  |               |

| Sebecosuchia | \| \| Baurusuchidae \| \| \| \| \| \| Sebecidae \| \| \| \| |
|              | \| \| Baurusuchidae \| \| \| \| \| \| Sebecidae \| \| \| \| |
|              | Comahuesuchus                                               |
|              |                                                             |
|              | Pehuenchesuchus                                             |
|              |                                                             |
|              | Razanandrongobe                                             |
|              |                                                             |
|              | Baurusuchidae                                               |
|              |                                                             |
|              | Sebecidae                                                   |
|              |                                                             |

|  | Baurusuchidae |
|  |               |
|  | Sebecidae     |
|  |               |

|  | Peirosauridae   |
|  |                 |
|  | Uruguaysuchidae |
|  |                 |

|  | Candidodon |
|  |            |
|  | Simosuchus |
|  |            |

|  | Malawisuchus |
|  |              |
|  | Pakasuchus   |
|  |              |

| Sebecosuchia | \| \| Baurusuchidae \| \| \| \| \| \| Sebecidae \| \| \| \| |
|              | \| \| Baurusuchidae \| \| \| \| \| \| Sebecidae \| \| \| \| |
|              | Comahuesuchus                                               |
|              |                                                             |
|              | Pehuenchesuchus                                             |
|              |                                                             |
|              | Razanandrongobe                                             |
|              |                                                             |
|              | Baurusuchidae                                               |
|              |                                                             |
|              | Sebecidae                                                   |
|              |                                                             |

|  | Baurusuchidae |
|  |               |
|  | Sebecidae     |
|  |               |

| Sebecosuchia | \| \| Baurusuchidae \| \| \| \| \| \| Sebecidae \| \| \| \| |
|              | \| \| Baurusuchidae \| \| \| \| \| \| Sebecidae \| \| \| \| |
|              | Comahuesuchus                                               |
|              |                                                             |
|              | Pehuenchesuchus                                             |
|              |                                                             |
|              | Razanandrongobe                                             |
|              |                                                             |
|              | Baurusuchidae                                               |
|              |                                                             |
|              | Sebecidae                                                   |
|              |                                                             |

|  | Baurusuchidae |
|  |               |
|  | Sebecidae     |
|  |               |

|  | Malawisuchus |
|  |              |
|  | Pakasuchus   |
|  |              |

| Sebecosuchia | \| \| Baurusuchidae \| \| \| \| \| \| Sebecidae \| \| \| \| |
|              | \| \| Baurusuchidae \| \| \| \| \| \| Sebecidae \| \| \| \| |
|              | Comahuesuchus                                               |
|              |                                                             |
|              | Pehuenchesuchus                                             |
|              |                                                             |
|              | Razanandrongobe                                             |
|              |                                                             |
|              | Baurusuchidae                                               |
|              |                                                             |
|              | Sebecidae                                                   |
|              |                                                             |

|  | Baurusuchidae |
|  |               |
|  | Sebecidae     |
|  |               |

| Sebecosuchia | \| \| Baurusuchidae \| \| \| \| \| \| Sebecidae \| \| \| \| |
|              | \| \| Baurusuchidae \| \| \| \| \| \| Sebecidae \| \| \| \| |
|              | Comahuesuchus                                               |
|              |                                                             |
|              | Pehuenchesuchus                                             |
|              |                                                             |
|              | Razanandrongobe                                             |
|              |                                                             |
|              | Baurusuchidae                                               |
|              |                                                             |
|              | Sebecidae                                                   |
|              |                                                             |

|  | Baurusuchidae |
|  |               |
|  | Sebecidae     |
|  |               |

|  | Candidodon |
|  |            |
|  | Simosuchus |
|  |            |

|  | Malawisuchus |
|  |              |
|  | Pakasuchus   |
|  |              |

| Sebecosuchia | \| \| Baurusuchidae \| \| \| \| \| \| Sebecidae \| \| \| \| |
|              | \| \| Baurusuchidae \| \| \| \| \| \| Sebecidae \| \| \| \| |
|              | Comahuesuchus                                               |
|              |                                                             |
|              | Pehuenchesuchus                                             |
|              |                                                             |
|              | Razanandrongobe                                             |
|              |                                                             |
|              | Baurusuchidae                                               |
|              |                                                             |
|              | Sebecidae                                                   |
|              |                                                             |

|  | Baurusuchidae |
|  |               |
|  | Sebecidae     |
|  |               |

| Sebecosuchia | \| \| Baurusuchidae \| \| \| \| \| \| Sebecidae \| \| \| \| |
|              | \| \| Baurusuchidae \| \| \| \| \| \| Sebecidae \| \| \| \| |
|              | Comahuesuchus                                               |
|              |                                                             |
|              | Pehuenchesuchus                                             |
|              |                                                             |
|              | Razanandrongobe                                             |
|              |                                                             |
|              | Baurusuchidae                                               |
|              |                                                             |
|              | Sebecidae                                                   |
|              |                                                             |

|  | Baurusuchidae |
|  |               |
|  | Sebecidae     |
|  |               |

|  | Malawisuchus |
|  |              |
|  | Pakasuchus   |
|  |              |

| Sebecosuchia | \| \| Baurusuchidae \| \| \| \| \| \| Sebecidae \| \| \| \| |
|              | \| \| Baurusuchidae \| \| \| \| \| \| Sebecidae \| \| \| \| |
|              | Comahuesuchus                                               |
|              |                                                             |
|              | Pehuenchesuchus                                             |
|              |                                                             |
|              | Razanandrongobe                                             |
|              |                                                             |
|              | Baurusuchidae                                               |
|              |                                                             |
|              | Sebecidae                                                   |
|              |                                                             |

|  | Baurusuchidae |
|  |               |
|  | Sebecidae     |
|  |               |

| Sebecosuchia | \| \| Baurusuchidae \| \| \| \| \| \| Sebecidae \| \| \| \| |
|              | \| \| Baurusuchidae \| \| \| \| \| \| Sebecidae \| \| \| \| |
|              | Comahuesuchus                                               |
|              |                                                             |
|              | Pehuenchesuchus                                             |
|              |                                                             |
|              | Razanandrongobe                                             |
|              |                                                             |
|              | Baurusuchidae                                               |
|              |                                                             |
|              | Sebecidae                                                   |
|              |                                                             |

|  | Baurusuchidae |
|  |               |
|  | Sebecidae     |
|  |               |

|  | Candidodon |
|  |            |
|  | Simosuchus |
|  |            |

|  | Malawisuchus |
|  |              |
|  | Pakasuchus   |
|  |              |

| Sebecosuchia | \| \| Baurusuchidae \| \| \| \| \| \| Sebecidae \| \| \| \| |
|              | \| \| Baurusuchidae \| \| \| \| \| \| Sebecidae \| \| \| \| |
|              | Comahuesuchus                                               |
|              |                                                             |
|              | Pehuenchesuchus                                             |
|              |                                                             |
|              | Razanandrongobe                                             |
|              |                                                             |
|              | Baurusuchidae                                               |
|              |                                                             |
|              | Sebecidae                                                   |
|              |                                                             |

|  | Baurusuchidae |
|  |               |
|  | Sebecidae     |
|  |               |

| Sebecosuchia | \| \| Baurusuchidae \| \| \| \| \| \| Sebecidae \| \| \| \| |
|              | \| \| Baurusuchidae \| \| \| \| \| \| Sebecidae \| \| \| \| |
|              | Comahuesuchus                                               |
|              |                                                             |
|              | Pehuenchesuchus                                             |
|              |                                                             |
|              | Razanandrongobe                                             |
|              |                                                             |
|              | Baurusuchidae                                               |
|              |                                                             |
|              | Sebecidae                                                   |
|              |                                                             |

|  | Baurusuchidae |
|  |               |
|  | Sebecidae     |
|  |               |

|  | Malawisuchus |
|  |              |
|  | Pakasuchus   |
|  |              |

| Sebecosuchia | \| \| Baurusuchidae \| \| \| \| \| \| Sebecidae \| \| \| \| |
|              | \| \| Baurusuchidae \| \| \| \| \| \| Sebecidae \| \| \| \| |
|              | Comahuesuchus                                               |
|              |                                                             |
|              | Pehuenchesuchus                                             |
|              |                                                             |
|              | Razanandrongobe                                             |
|              |                                                             |
|              | Baurusuchidae                                               |
|              |                                                             |
|              | Sebecidae                                                   |
|              |                                                             |

|  | Baurusuchidae |
|  |               |
|  | Sebecidae     |
|  |               |

| Sebecosuchia | \| \| Baurusuchidae \| \| \| \| \| \| Sebecidae \| \| \| \| |
|              | \| \| Baurusuchidae \| \| \| \| \| \| Sebecidae \| \| \| \| |
|              | Comahuesuchus                                               |
|              |                                                             |
|              | Pehuenchesuchus                                             |
|              |                                                             |
|              | Razanandrongobe                                             |
|              |                                                             |
|              | Baurusuchidae                                               |
|              |                                                             |
|              | Sebecidae                                                   |
|              |                                                             |

|  | Baurusuchidae |
|  |               |
|  | Sebecidae     |
|  |               |

|  | Candidodon |
|  |            |
|  | Simosuchus |
|  |            |

|  | Malawisuchus |
|  |              |
|  | Pakasuchus   |
|  |              |

| Sebecosuchia | \| \| Baurusuchidae \| \| \| \| \| \| Sebecidae \| \| \| \| |
|              | \| \| Baurusuchidae \| \| \| \| \| \| Sebecidae \| \| \| \| |
|              | Comahuesuchus                                               |
|              |                                                             |
|              | Pehuenchesuchus                                             |
|              |                                                             |
|              | Razanandrongobe                                             |
|              |                                                             |
|              | Baurusuchidae                                               |
|              |                                                             |
|              | Sebecidae                                                   |
|              |                                                             |

|  | Baurusuchidae |
|  |               |
|  | Sebecidae     |
|  |               |

| Sebecosuchia | \| \| Baurusuchidae \| \| \| \| \| \| Sebecidae \| \| \| \| |
|              | \| \| Baurusuchidae \| \| \| \| \| \| Sebecidae \| \| \| \| |
|              | Comahuesuchus                                               |
|              |                                                             |
|              | Pehuenchesuchus                                             |
|              |                                                             |
|              | Razanandrongobe                                             |
|              |                                                             |
|              | Baurusuchidae                                               |
|              |                                                             |
|              | Sebecidae                                                   |
|              |                                                             |

|  | Baurusuchidae |
|  |               |
|  | Sebecidae     |
|  |               |

|  | Malawisuchus |
|  |              |
|  | Pakasuchus   |
|  |              |

| Sebecosuchia | \| \| Baurusuchidae \| \| \| \| \| \| Sebecidae \| \| \| \| |
|              | \| \| Baurusuchidae \| \| \| \| \| \| Sebecidae \| \| \| \| |
|              | Comahuesuchus                                               |
|              |                                                             |
|              | Pehuenchesuchus                                             |
|              |                                                             |
|              | Razanandrongobe                                             |
|              |                                                             |
|              | Baurusuchidae                                               |
|              |                                                             |
|              | Sebecidae                                                   |
|              |                                                             |

|  | Baurusuchidae |
|  |               |
|  | Sebecidae     |
|  |               |

| Sebecosuchia | \| \| Baurusuchidae \| \| \| \| \| \| Sebecidae \| \| \| \| |
|              | \| \| Baurusuchidae \| \| \| \| \| \| Sebecidae \| \| \| \| |
|              | Comahuesuchus                                               |
|              |                                                             |
|              | Pehuenchesuchus                                             |
|              |                                                             |
|              | Razanandrongobe                                             |
|              |                                                             |
|              | Baurusuchidae                                               |
|              |                                                             |
|              | Sebecidae                                                   |
|              |                                                             |

|  | Baurusuchidae |
|  |               |
|  | Sebecidae     |
|  |               |

### Contexto evolutivo
Poco se sabe acerca de los orígenes y la evolución inicial de los notosuquios, pero el hecho de que son el grupo hermano de los Neosuchia (el grupo que incluye a todos los crocodilianos actuales) dentro de los Mesoeucrocodylia implica que se deben haber originado durante el Jurásico. Antes del reconocimiento de Razanandrongobe como un notosuquio, los miembros más antiguos del grupo eran de edad Aptiense (del Cretácico) como Anatosuchus, Candidodon, Malawisuchus y Uruguaysuchus, lo que a su vez dejaba un linaje fantasma de 74 millones de años entre el presunto origen de los notosuquios y sus primeros registros fósiles.
La posición filogenética de Razanandrongobe dentro de Notosuchia lo convierte en el más antiguo representante conocido de este grupo. Razanandrongobe precede a todos estos notosuquios por 42 millones de años, llenando parcialmente este linaje fantasma. Su retención de características plesiomórficas es consistente con su estatus como un notosuquio primitivo; sin embargo, por esta misma razón Dal Sasso y colaboradores señalaron que su cercana relación con los Sebecosuchia — un linaje mucho más reciente, conocido desde el Santoniense en adelante — debe ser tratada como provisional. Dal Sasso y colaboradores apoyaron la noción de que los notosuquios vivieron principalmente en el antiguo continente de Gondwana a  lo largo de su historia evolutiva (aunque el restante linaje fantasma que antecede a Razanandrongobe precluye inferencias adicionales acerca de sus orígenes).

## Paleobiología

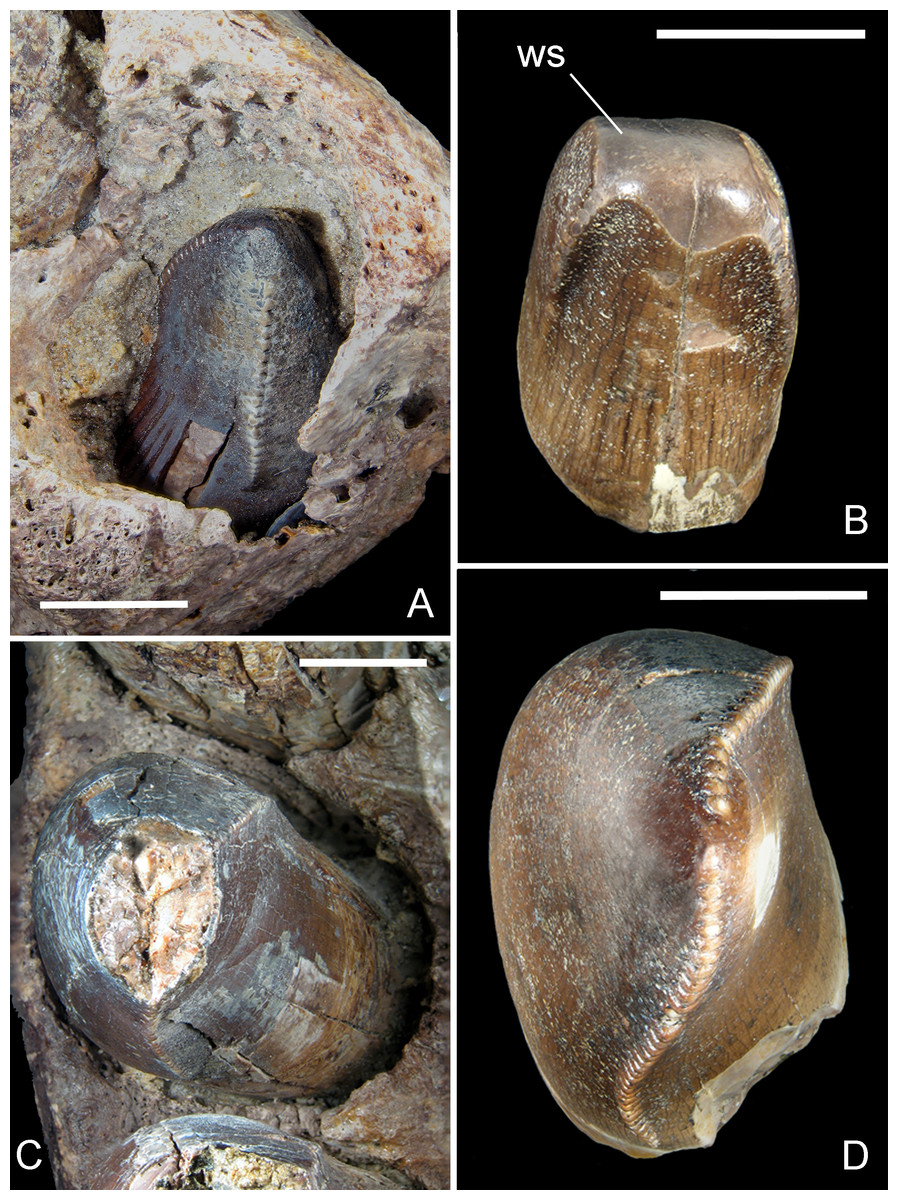
Varios dientes de Razanandrongobe; los patrones de desgaste están marcados como "ws".

En 2006, Maganuco y colaboradores analizaron los patrones de desgaste en la superficie de los dientes de Razanandrongobe. En los dientes laterales, la mayor parte del desgaste se presenta la superficie externa (lingual) de los dientes, en los cuales hay una mella en forma de U en el tercio superior de la corona. También hay una mella más delgada en el borde frontal (mesial) del diente, aplanando a algunos de los dentículos. En contraste, en los dientes frontales el desgaste se presenta más en la superficie interna (labial). Ellos infirieron que estas superficies de desgaste se parecían bastante más a las resultantes del contacto entre dientes y la comida que al contacto entre dientes, y el esmalte se descascarilló a medida que el animal mordía huesos u otros objetos duros, basándose en observaciones similares hechas en los tiranosáuridos.

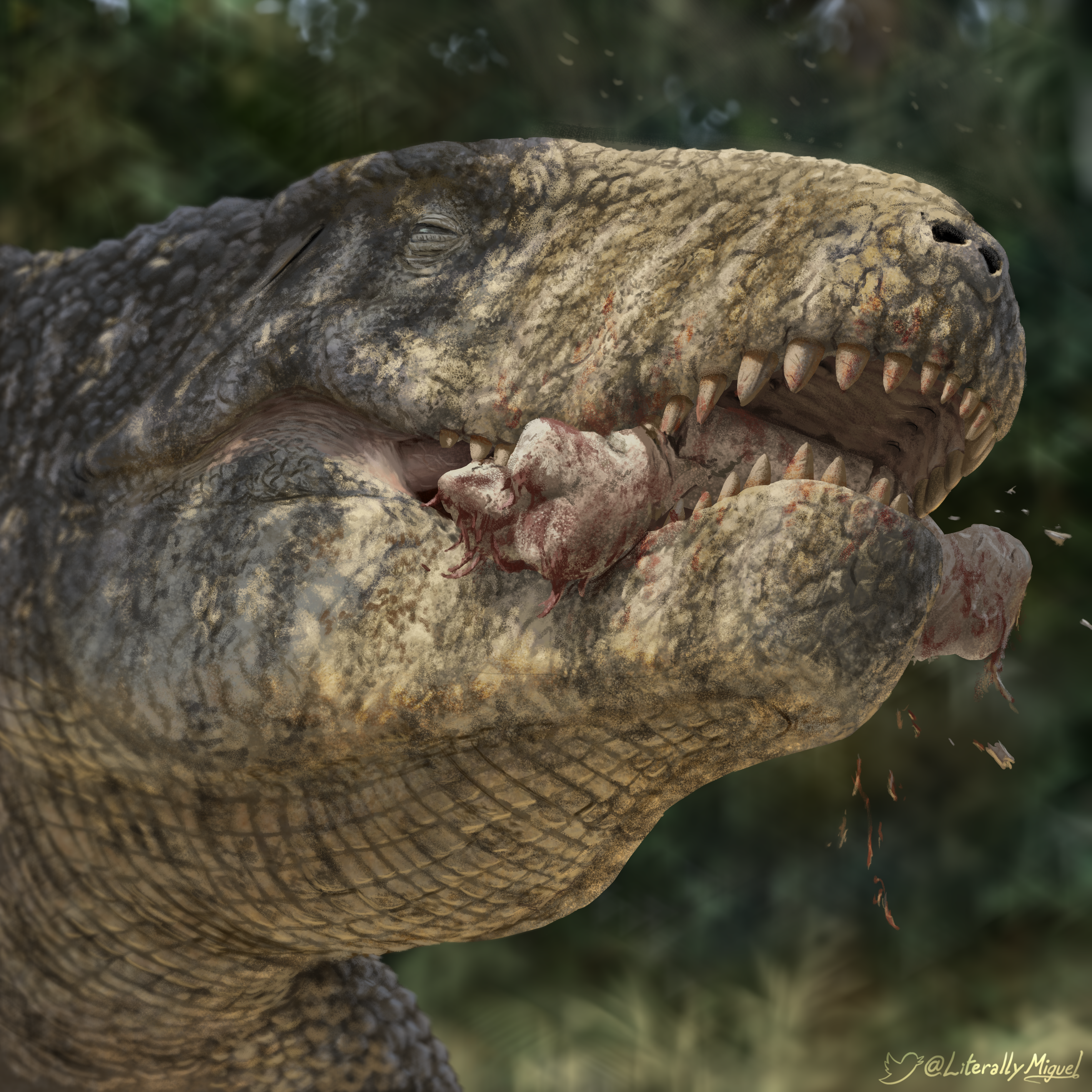
Reconstrucción en vida de Razanandrongobe, alimentándose de huesos

La anatomía craneana también apoya que la dieta de Razanandrongobe incluía tejidos duros como huesos y tendones. Como en los tiranosáuridos, los dentículos de los dientes de Razanandrongobe estaban adaptados a romper huesos basándose en el parecido de su tamaño, forma y además la presencia de una depresión redondeada en la base entre los dentículos vecinos. Se infiere que este último rasgo en los tiranosáuridos ayudaba a distribuir la fuerza sobre el borde aserrado y prevenía la expansión de grietas, o posiblemente también a sujetar fibras de carne. Los dientes incisiviformes de Razanandrongobe también se parecen a los dientes premaxilares raspadores de los tiranosáuridos, mientras que los dientes de los lados de las mandíbulas estaban reforzados de forma similar gracias a su engrosamiento (aunque incluso en un mayor grado). El resto del cráneo habría estado reforzado por la expansión de las placas paradentales para formar un "paladar secundario", el cual habría incrementado en gran medida la resistencia a las torceduras verticales y la torsión, mientras que las placas interdentales fusionadas habrían protegido a los dientes de las fuerzas transversales. En 2017, Dal Sasso y colaboradores sugirieron que estas adaptaciones para alimentarse, junto con su gran cráneo y tamaño corporal, habrían hecho de  Razanandrongobe un depredador terrestre altamente especializado. Ellos infirieron que pudo haber competido y ocupado el nicho ecológico de los terópodos en su ecosistema local.

## Paleoecología

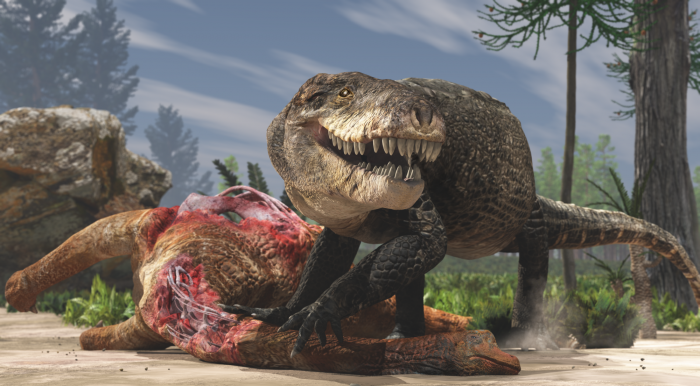
Recreación artística como un crocodiliforme, alimentándose de Archaeodontosaurus; la reconstrucción del cuerpo es especulativa.

Los estratos en los cuales se recuperaron los fósiles de Razanandrongobe han sido referidos a la "Facies Continental" o "Bathonien Facies Mixte Dinosauriens" (facies mezcladas dinosaurianas del Bathoniense) de la Formación Sakaraha (conocida también como Formación Isalo IIIb) en el Grupo Isalo. Esta formación geológica consiste de capas cruzadas de arenisca y limolita con "losas calcáreas" y bancos de arcillolitas de varios colores. La arenisca que rodea al holotipo de Razanandrongobe es de grano fino (0,2-0,3 milímetros (0-0 plg) de diámetro) y se compone principalmente de cuarzo, con granos escasos de ilmenita, granate y zircón. Se ha inferido que el ambiente en que se depositaron corresponde a uno de tipo fluvial (de ríos) o lacustre (de lagos).
Basándose en los erizos de mar Nucleolites amplus y Acrosalenia colcanapi como fósiles guía, se ha correlacionado a la Formación Sakaraha con la etapa del Bathoniense (hace 167.7–164.7 millones de años) de la época del Jurásico Medio. Los depósitos del Jurásico Medio de la Cuenca Mahajanga han producido una inusual pero poco conocida asociación de animales. En 2005, se nombró al otro fragmento craneano hallado en el mismo yacimiento que Razanandrongobe como un dinosaurio saurópodo, Archaeodontosaurus. También se hallaron dientes de pterosaurios en el yacimiento. Entre los animales de los yacimientos vecinos se incluyen los saurópodos Lapparentosaurus y "Bothriospondylus" madagascariensis, y otro saurópodo basado en dientes; terópodos de los grupos Abelisauridae, Ceratosauria basales, Coelurosauria y posiblemente Tetanurae, junto con las huellas del icnogénero Kayentapus; crocodiliformes talatosuquios; un mamífero perteneciente a los Tribosphenida; plesiosaurios; y posiblemente ictiosaurios. También se registra madera silicificada en estos estratos.